# Lista gatunków z rodzaju biegacz
Lista gatunków z rodzaju biegacz – wykaz gatunków z rodzaju biegacz (Carabus), należącego do chrząszczy z rodziny biegaczowatych i podrodziny Carabinae. Lista ta ma charakter alfabetyczny i pomija skomplikowany i różniący się pomiędzy autorami podział rodzaju na działy, podziały i podrodzaje. Podział na gatunki przyjęto za wersją z maja 2022 roku redagowanej przez Aleksandra Aniszczenkę i współpracowników bazy Carabidae of the World, chyba że podano inny przypis.

## Wykaz

### A
- Carabus aba Kalab, 2002
- Carabus abbreviatus Brulle, 1835

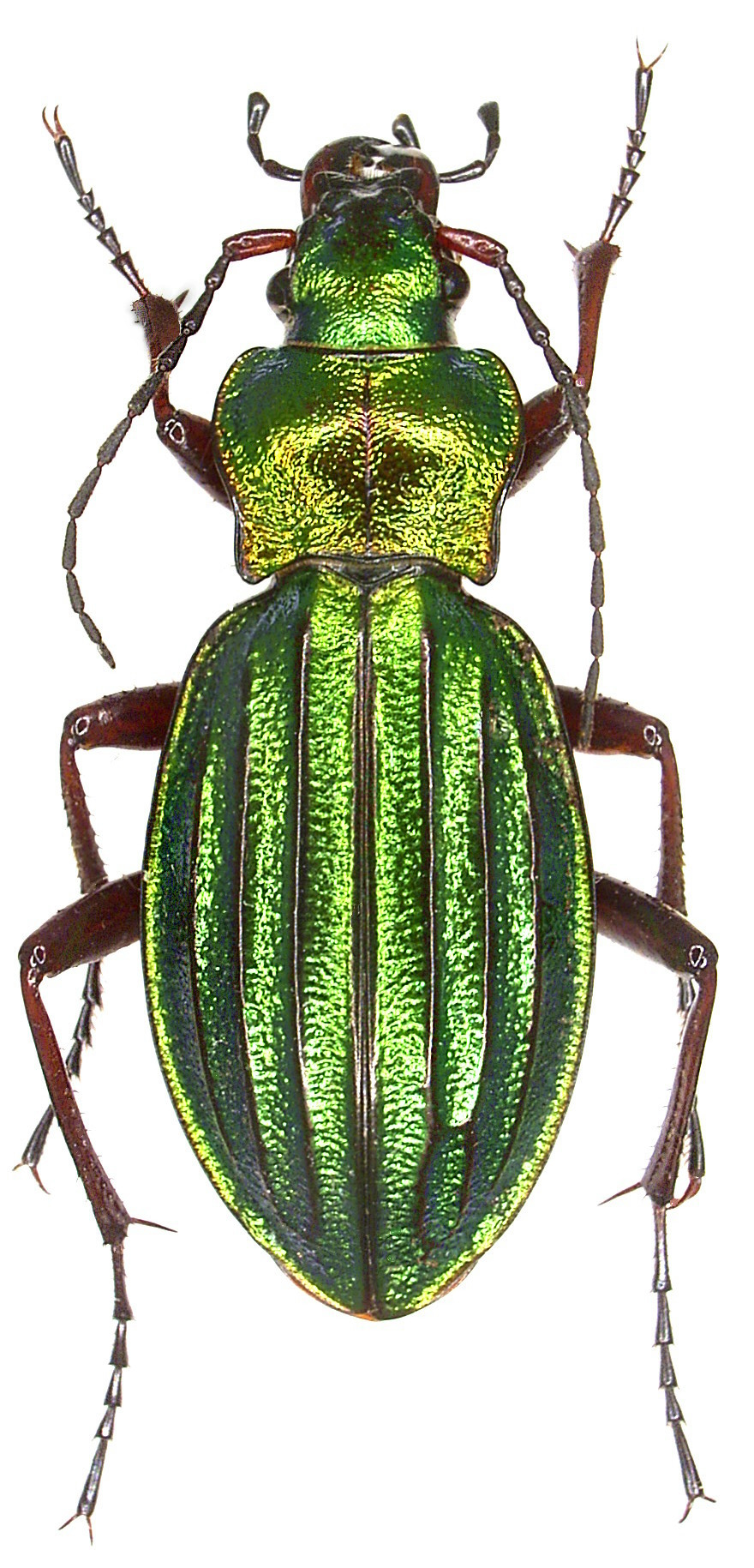
Biegacz zielonozłoty

- Carabus absonus Cavazzuti & Rapuzzi, 2005
- Carabus acutithorax Deuve, 1989
- Carabus adamsi M.Adams, 1817
- Carabus adangensis Gottwald, 1983
- Carabus adelphus Rost, 1892
- Carabus adolescens Hauser, 1925
- Carabus aeneocupreus Hauser, 1932
- Carabus aeneolus Morawitz, 1886
- Carabus aeruginosus Fischer, 1822
- Carabus agamemnon Breuning, 1943
- Carabus agnatus Ganglbauer, 1889
- Carabus ajax Breuning, 1933
- Carabus akinini Morawitz, 1886
- Carabus alagoensoides Mandl, 1975
- Carabus alajensis Semenov, 1897
- Carabus alanstivelli (Morvan, 1981)
- Carabus albrechti Morawitz, 1862
- Carabus alexandrae Semenov, 1887
- Carabus alexpuchneri Kleinfeld & Puchner, 2011
- Carabus aliai Escalera, 1944
- Carabus allegroi Cavazzuti & Rapuzzi, 2007
- Carabus alpestris Sturm, 1815
- Carabus alpherakii Semenov, 1898
- Carabus alysidotus Illiger, 1798
- Carabus anami Ledoux, 1977
- Carabus anatinus Imura, 2019
- Carabus anatolicus Chaudoir, 1857
- Carabus anchocephalus Reitter, 1896
- Carabus andreiianus Deuve, 2007
- Carabus angustus Roeschke, 1898
- Carabus anhuinus Imura, 1996
- Carabus anlongensis Deuve & Tian, 2006
- Carabus antoniettae Cavazzuti, 2002
- Carabus apollo Zolotarev, 1913
- Carabus apschuanus Rost, 1893
- Carabus arboreus Lewis, 1882
- Carabus arcadicus Gistl, 1850
- Carabus arcanus Semenov, 1898
- Carabus argenticornis Rapuzzi, 2020
- Carabus aristochroides Deuve, 1992
- Carabus armeniacus Mannerheim, 1830
- Carabus armiger Imura, 1997
- Carabus arrowi Hauser, 1913
- Carabus arrowianus Breuning, 1934
- Carabus arshanicus Kabak, 2005
- Carabus arunensis Heinertz, 1980
- Carabus arvensis Herbst, 1784 – biegacz górski
- Carabus asperatus Dejean, 1826
- Carabus augustus Bates, 1888
- Carabus aulacocnemus Semenov, 1897
- Carabus aumonti Lucas, 1849
- Carabus auratus Linnaeus, 1761 – biegacz złocisty
- Carabus auriculatus Putzeys, 1872
- Carabus auritus Cavazzuti, 2000
- Carabus aurocinctus Motschulsky, 1846
- Carabus aurocostulus Deuve & Kaláb, 2018
- Carabus auronitens Fabricius, 1792 – biegacz zielonozłoty
- Carabus avinovi Semenov & Znojko, 1932
- Carabus azrael Semenov & Znojko, 1932

### B
- Carabus baguenai Breuning, 1926
- Carabus baimanorum Deuve, 1999

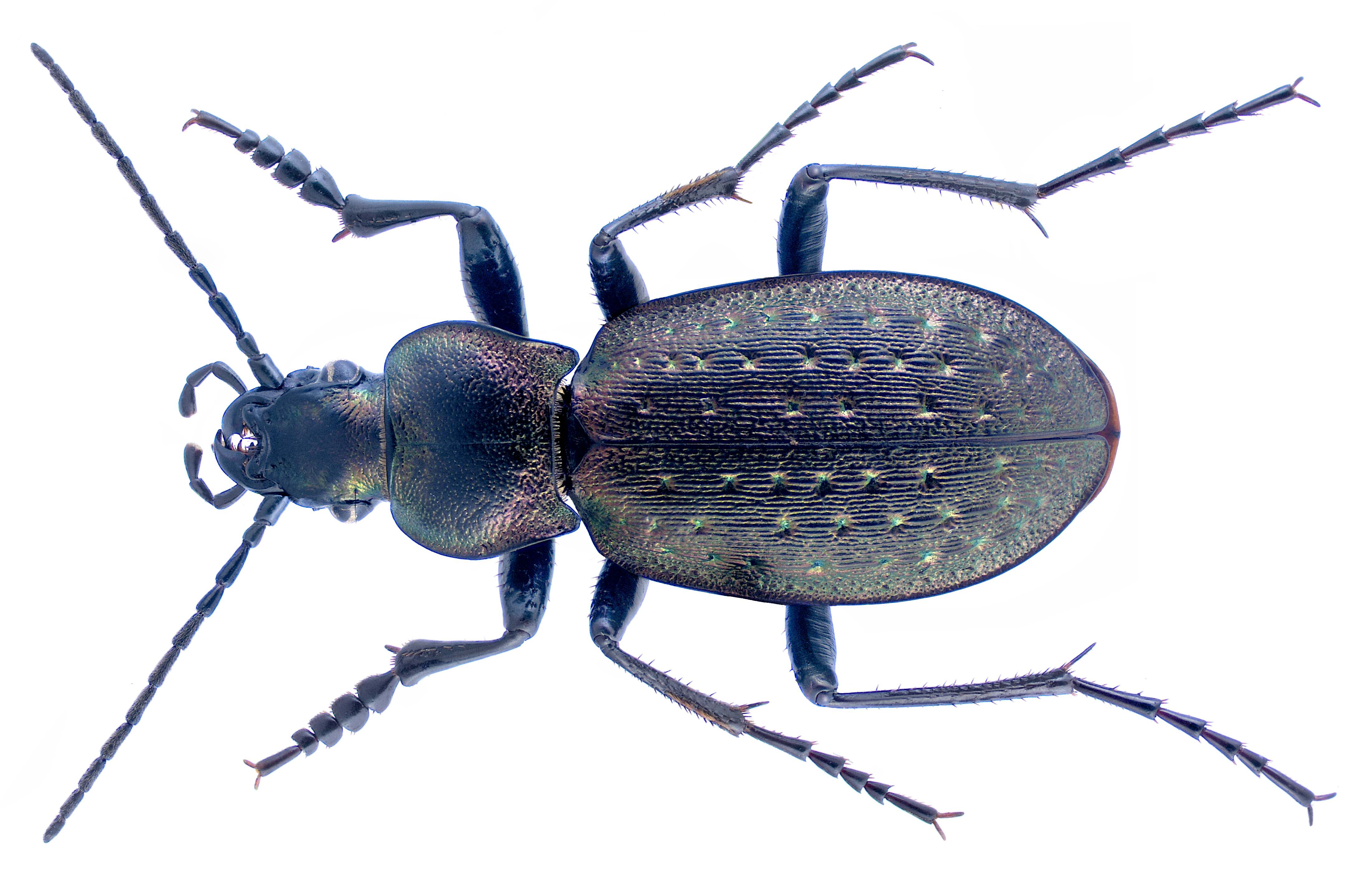
Carabus bertolinii

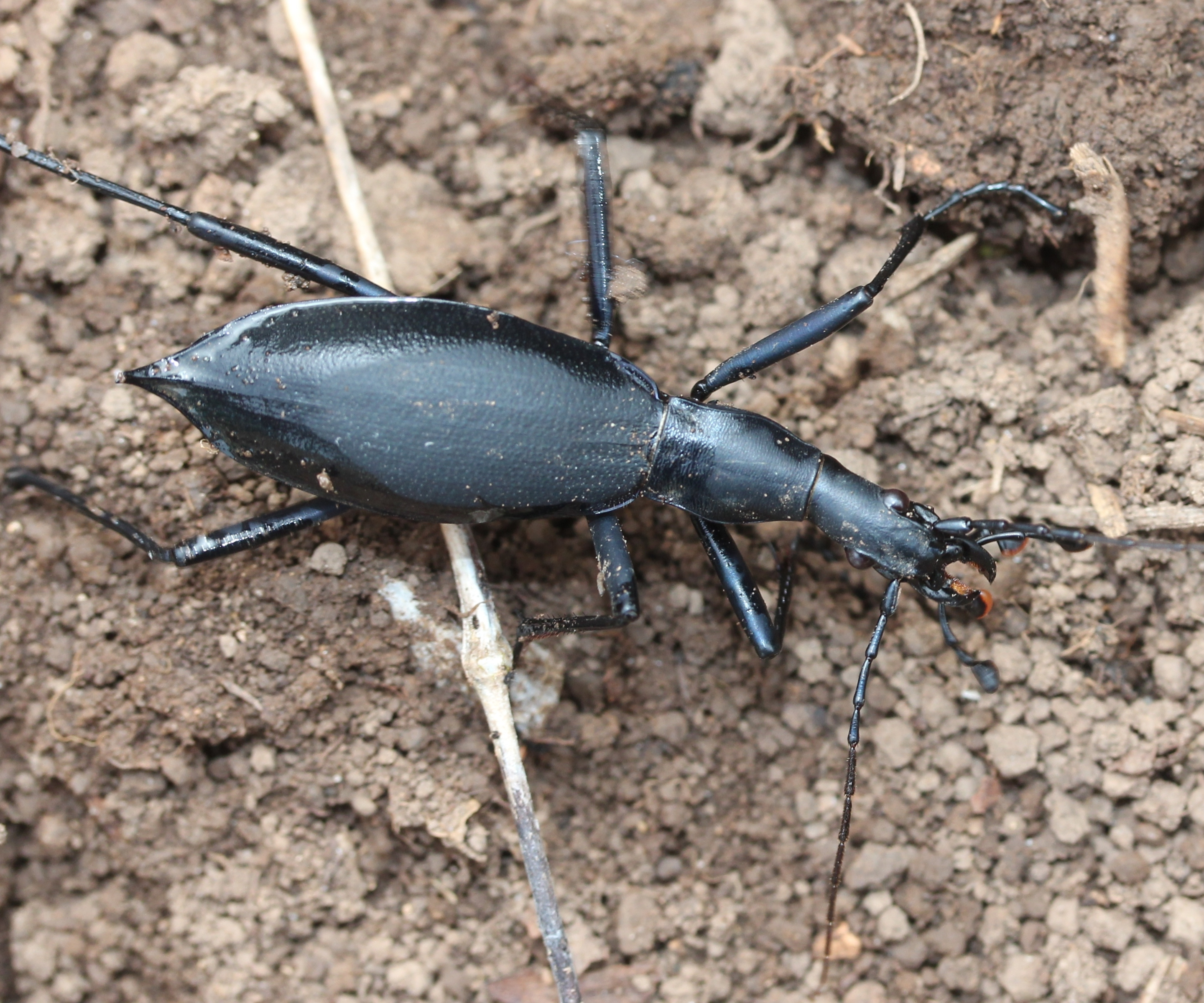
Carabus blaptoides

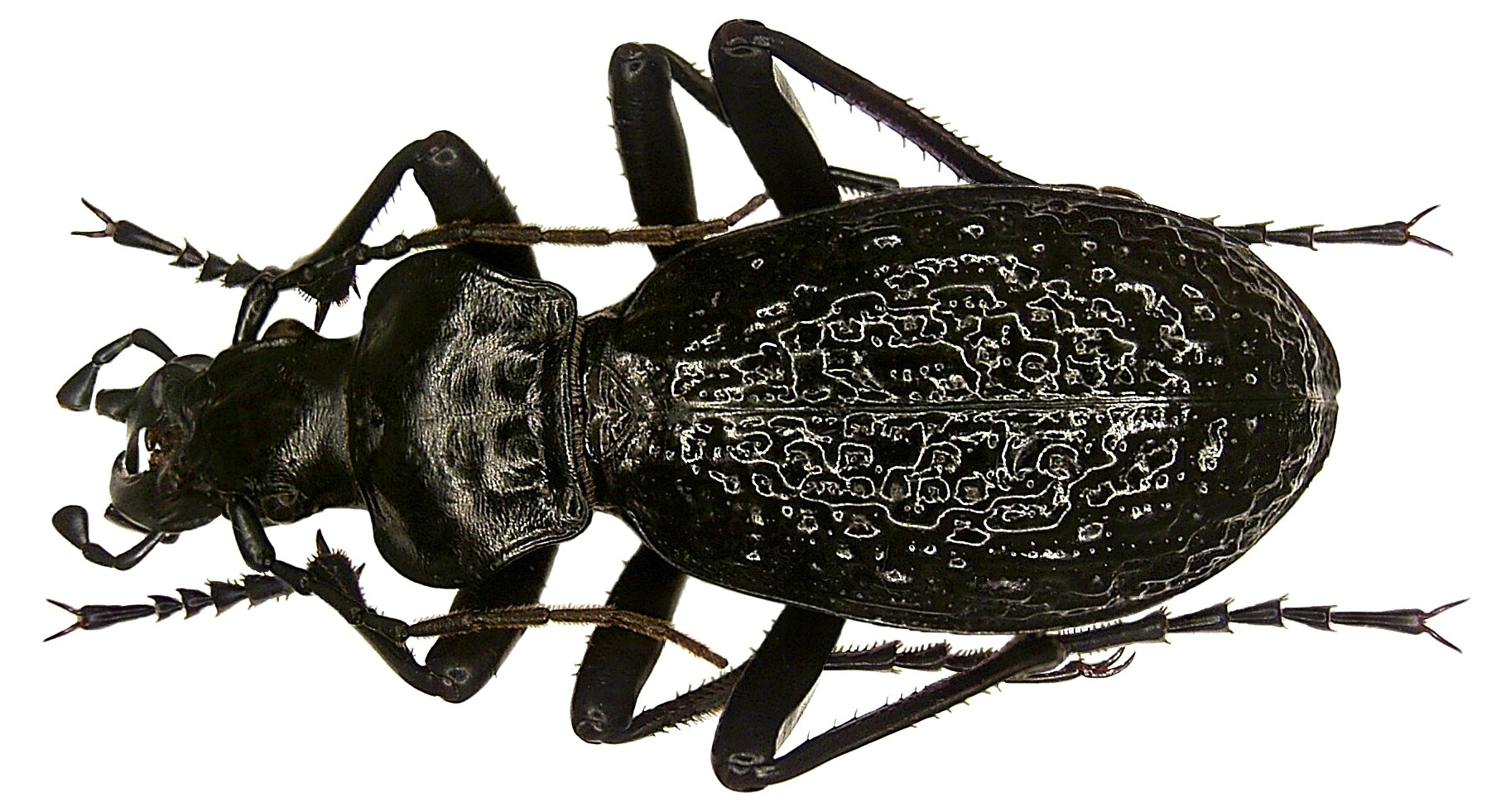
Carabus barysomus hazarensis

- Carabus balangicus Cavazzuti, 2002
- Carabus balassogloi Dohrn, 1882
- Carabus balkaricus Belousov & Abdurakhmanov, 1991
- Carabus ballionis Kraatz, 1879
- Carabus banoni Dejean, 1829
- Carabus baogai Häckel & Sehnal, 2009
- Carabus bargusinensis Obydov, 2008
- Carabus baronii Heinertz, 1977
- Carabus barovskii Semenov & Znojko, 1932
- Carabus barysomus Bates, 1889
- Carabus batangicoides Deuve & Tian, 2011
- Carabus battoniensis Deuve, 1991
- Carabus belousovi Kabak, 1992
- Carabus belousovianus Imura, 2011
- Carabus benardi Breuning, 1931
- Carabus benpo Kalab, 2007
- Carabus bertolinii Kraatz, 1878
- Carabus bessarabicus Fischer, 1823
- Carabus besseri Fischer, 1822 – biegacz Bessera
- Carabus beybienkoi Kryzhanovskij, 1973
- Carabus biebersteini Ménétriès, 1832
- Carabus billbergi Mannerheim, 1827
- Carabus birmanus Andrewes, 1929
- Carabus biroi Csiki, 1927
- Carabus blaptoides (Kollar, 1836)
- Carabus blumenthaliellus Deuve, 1988
- Carabus blumenthaliensis Heinz & Korge, 1967
- Carabus boanoi Cavazzuti, 2003
- Carabus boeberi M.Adams, 1817
- Carabus bogdanowi Ballion, 1878
- Carabus bohemani Ménétriès, 1832
- Carabus bonvouloiri Chaudoir, 1863
- Carabus bornianus Hauser, 1922
- Carabus borodini Heinz, 1996
- Carabus boulbenianus Deuve, 1996
- Carabus bousquetellus Deuve, 1998
- Carabus boysi Tatum, 1851
- Carabus brachygnathus Deuve, 2002
- Carabus brachypedilus Morawitz, 1886
- Carabus branaungi Imura, 1999
- Carabus brandti Faldermann, 1835
- Carabus breuningi Csiki, 1927
- Carabus breuningianus Lemoult, 1930
- Carabus brezinai Deuve, 1994
- Carabus brinevi Kabak, 2014
- Carabus brosciformis Semenov, 1897
- Carabus broukpytlik Brezina & Häckel, 2004
- Carabus bruggeianus Deuve, 1992
- Carabus buddaicus Semenov, 1887
- Carabus burmanensis Breuning, 1932
- Carabus businskyi Deuve, 1990

### C
- Carabus caelatus Fabricius, 1801
- Carabus caelestinus (Imura, 2007)
- Carabus caerulans Moravitz, 1886
- Carabus calleyi Fischer, 1823

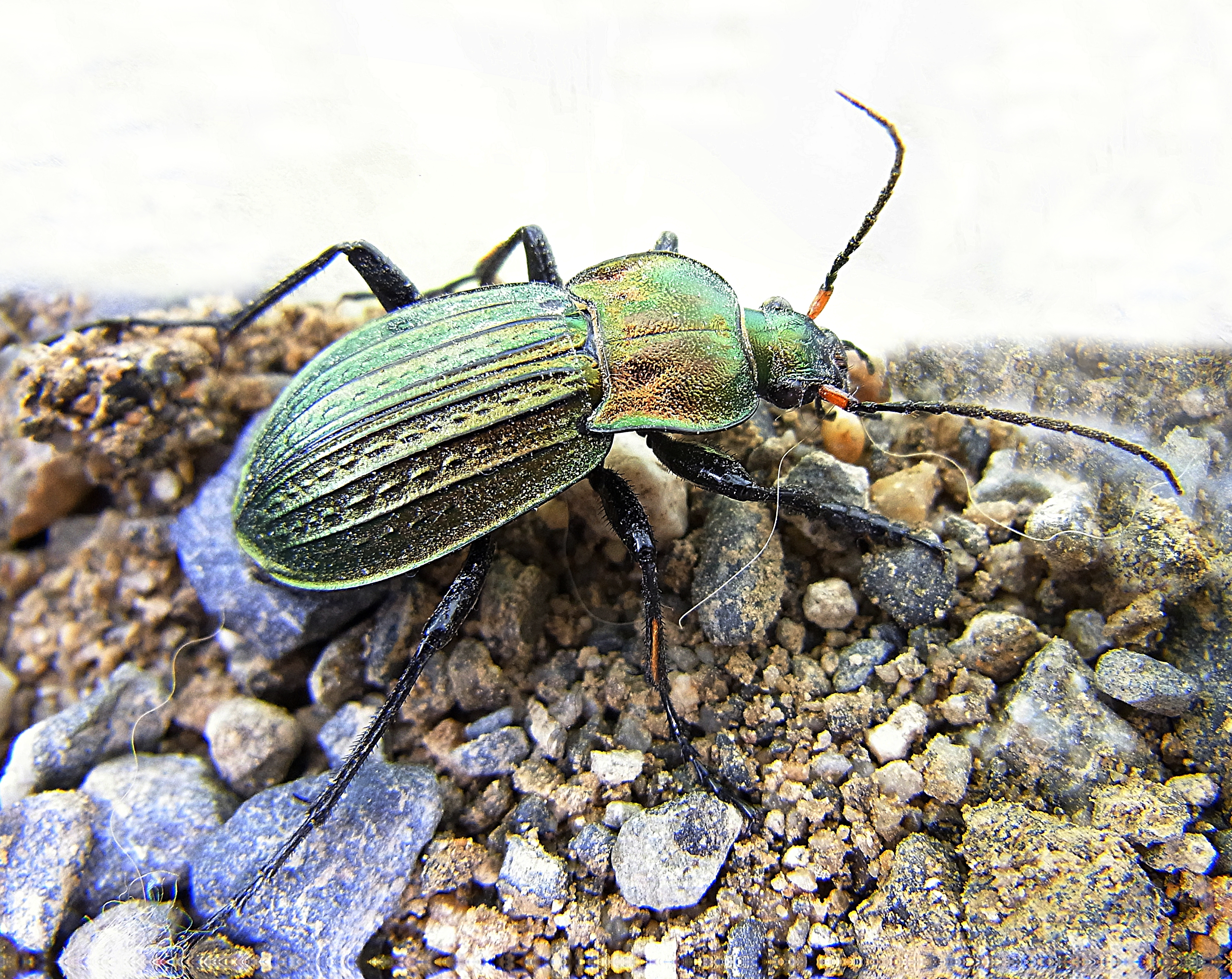
Biegacz wręgaty

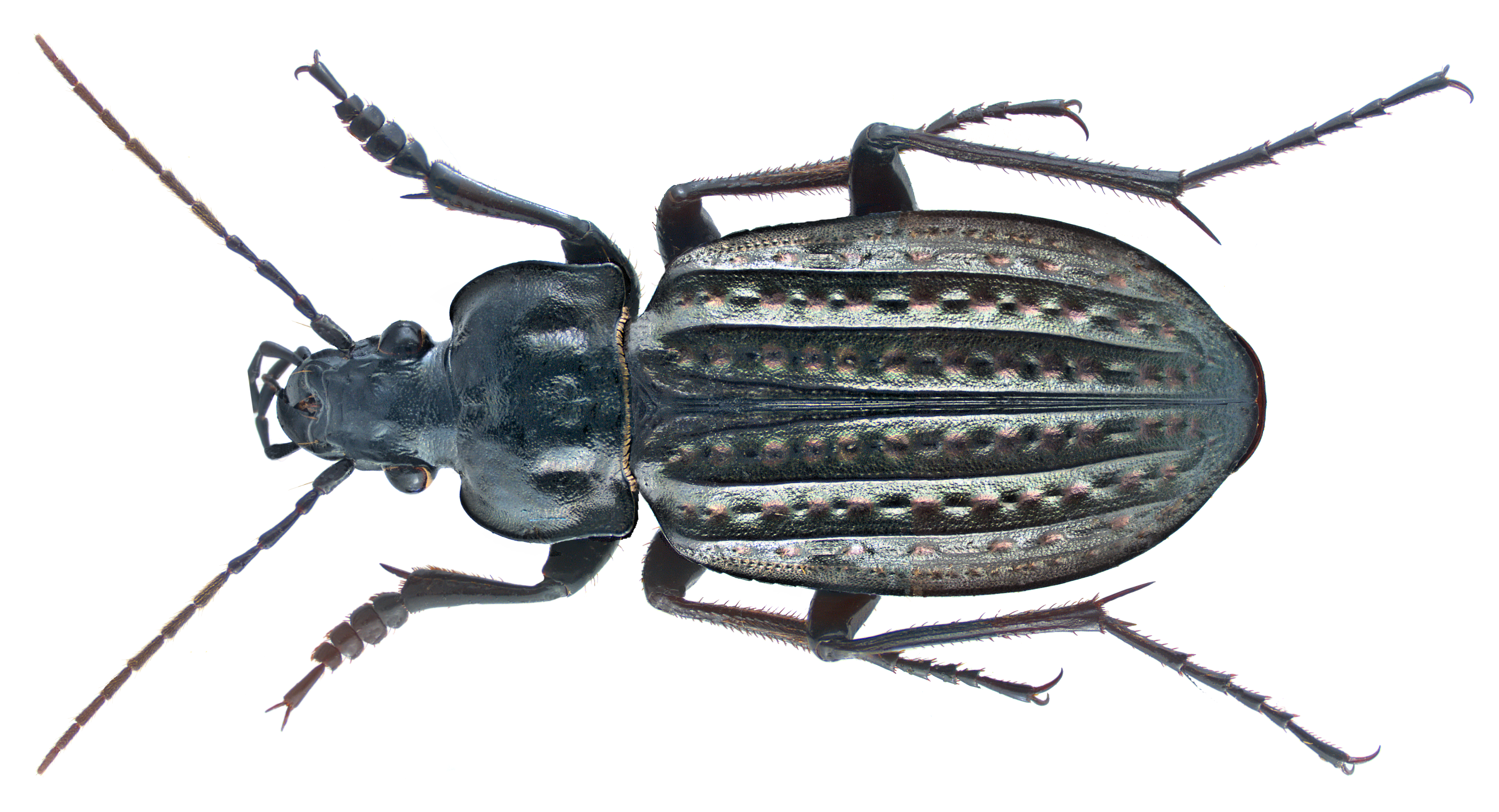
Biegacz bagienny

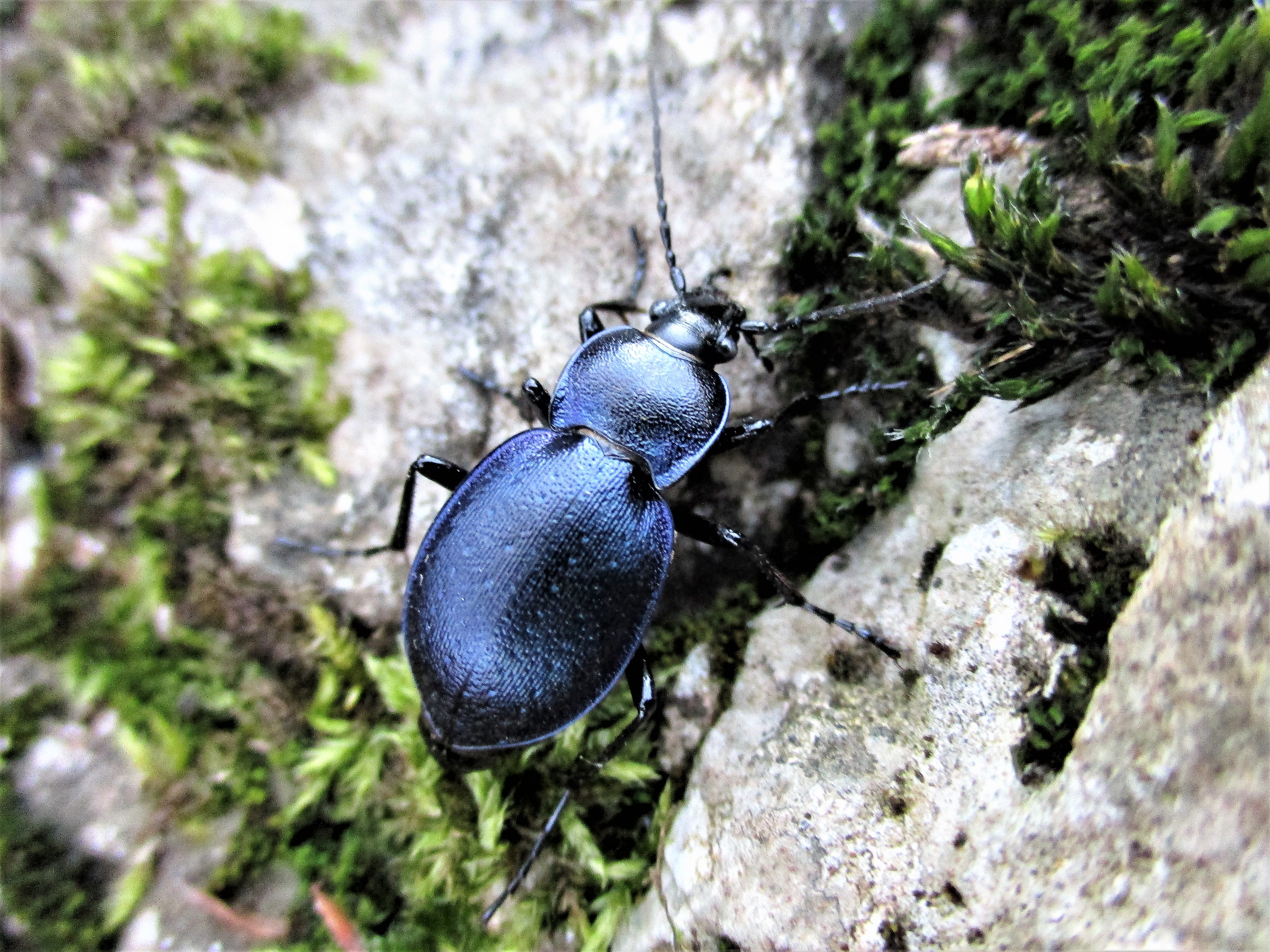
Biegacz wypukły

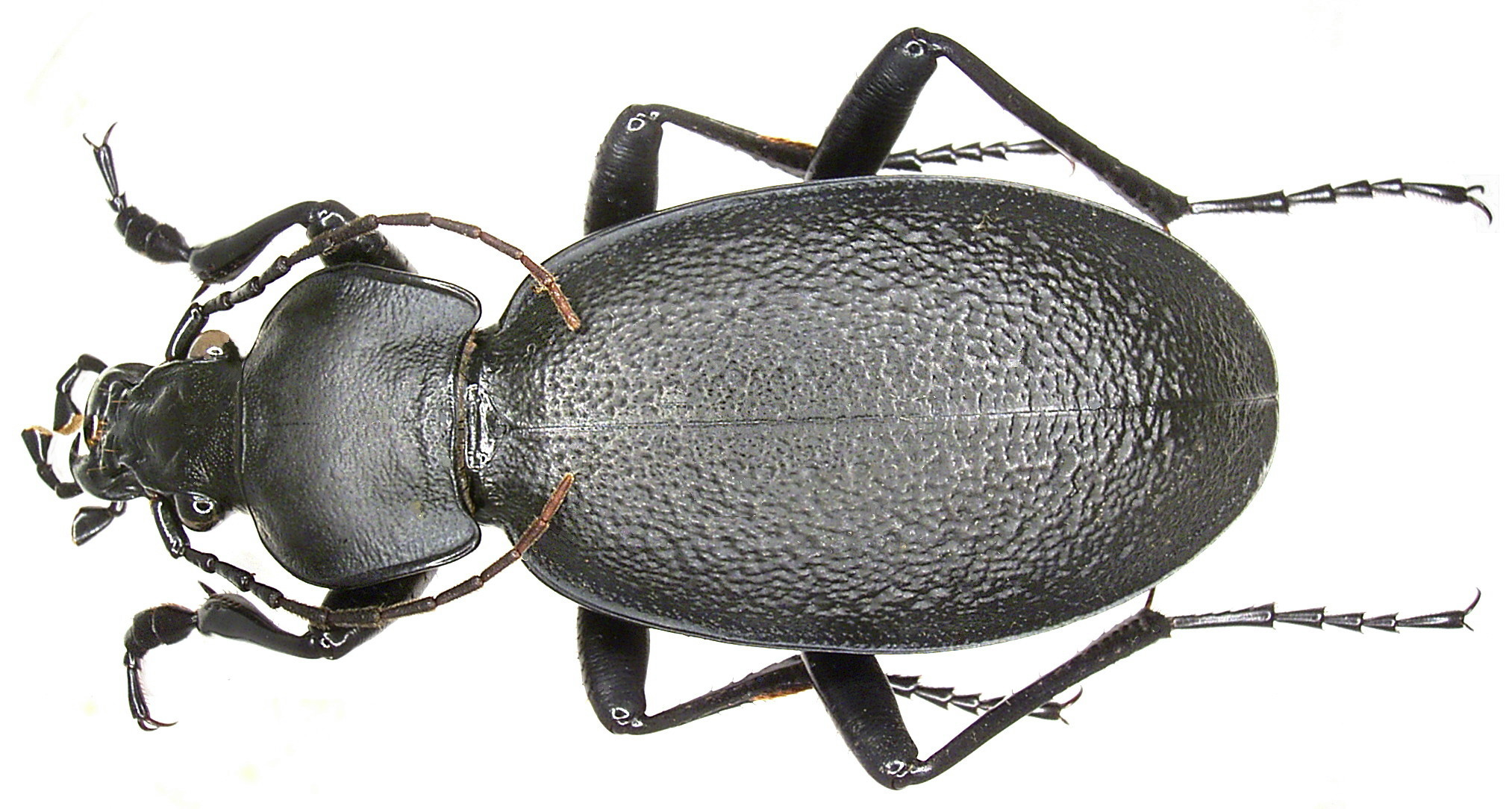
Biegacz skórzasty

- Carabus callisthenoides Semenov, 1888
- Carabus camilloi Cavazzuti & Ratti, 1998
- Carabus canaliculatus M.Adams, 1812
- Carabus cancellatus Illiger, 1798 – biegacz wręgaty
- Carabus candidiequus Imura, 2009
- Carabus cantabricus Chevrolat, 1840
- Carabus cantonensis Hauser, 1918
- Carabus caoyutangicus Deuve, 2009
- Carabus carbonicolor Morawitz, 1886
- Carabus careniger Chaudoir, 1863
- Carabus carinthiacus Sturm, 1815
- Carabus cartereti Deuve, 1982
- Carabus casaleianus Deuve, 1994
- Carabus casanova Imura & Brezina, 2008
- Carabus caschmirensis Redtenbacher, 1844
- Carabus castanopterus A. & J.B. Villa, 1833
- Carabus cateniger A.Morawitz, 1886
- Carabus catenulatus Scopoli, 1763
- Carabus caustomarginatus Imura & Mizusawa, 1994
- Carabus cavazzutiellus Deuve, 2002
- Carabus cavernosus I.Frivaldszky von Frivald, 1838
- Carabus cavifrons Mandl, 1974
- Carabus cechenoides Deuve & Kalab, 2014
- Carabus cenwangensis Deuve & Tian, 2002
- Carabus certus Reitter, 1896
- Carabus chadianus Cavazzuti & Ratti, 1999
- Carabus chamissonis Fischer, 1822
- Carabus chan Breuning, 1934
- Carabus changeonleei Ishikawa & Kim, 1983
- Carabus chaudoiri Gebler, 1847
- Carabus cheni Deuve, 1992
- Carabus chenianus Deuve & Tian, 1999
- Carabus chevrolati Cristoforis & Jan, 1837
- Carabus choui Deuve, 1989
- Carabus chugokuensis (Nakane, 1961)
- Carabus cicatricosulus Morawitz, 1886
- Carabus cicatricosus Fischer, 1842
- Carabus circassicus Ganglbauer, 1886
- Carabus circe Cavazzuti & Ratti, 1998
- Carabus clatratus Linnaeus, 1760 – biegacz bagienny
- Carabus clermontianus Breuning, 1933
- Carabus clypeatus M.Adams, 1817
- Carabus coarctatus Brullé, 1836
- Carabus compressus Chaudoir, 1846
- Carabus concolor Fabricius, 1792
- Carabus concursans Deuve & Kaláb, 2010
- Carabus confinis Semenov, 1888
- Carabus constricticollis Kraatz, 1886
- Carabus convallium Starck, 1889
- Carabus convexus Fabricius, 1775 – biegacz wypukły
- Carabus coriaceipennis Chaudoir, 1863
- Carabus coriaceus Linnaeus, 1758 – biegacz skórzasty
- Carabus corrugis Dohrn, 1882
- Carabus coruhnehriensis Cavazzuti, 1990
- Carabus crassesculptus Kraatz, 1881
- Carabus creutzeri Fabricius, 1801
- Carabus cribratus Quensel, 1806
- Carabus cristoforii Spence, 1833
- Carabus croaticus Dejean, 1826
- Carabus cumanus Fischer, 1823
- Carabus curlettii Cavazzuti, 1984
- Carabus cyanipennis Breuning, 1932
- Carabus cychroides Baudi, 1860
- Carabus cychropalpus Peyron, 1858
- Carabus cylindricus Lapouge, 1914

### D
- Carabus dabamontanus Imura, 1996
- Carabus dacatraianus Deuve, 1995
- Carabus daisen Nakane, 1953

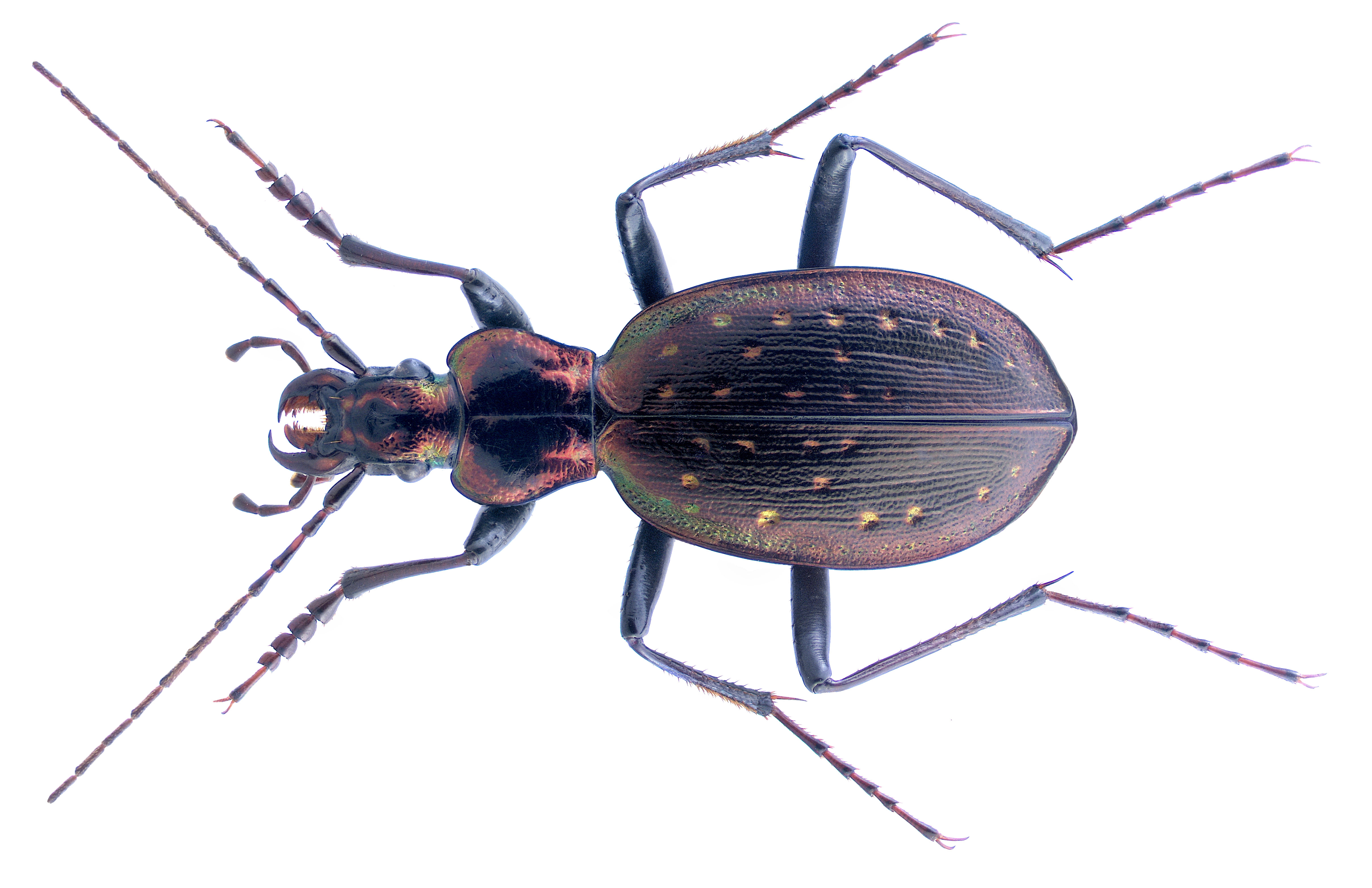
Carabus depressus

- Carabus daiyunshan Kleinfeld, 1998
- Carabus danae Kalab, 1995
- Carabus danilevskii Obydov, 1993
- Carabus dapanshanicus Deuve, 2013
- Carabus daphnis Kurnakov, 1962
- Carabus dardiellus Bates, 1889
- Carabus dargei Deuve, 1987
- Carabus datianshanicus Kleinfeld, 1997
- Carabus davidis H.Deyrolle, 1878
- Carabus debilis Semenov, 1897
- Carabus dechambreianus Deuve & Li, 2000
- Carabus decolor Fischer, 1823
- Carabus dehaanii Chaudoir, 1848
- Carabus delavayi Fairmaire, 1886
- Carabus deliae (Morvan, 1972)
- Carabus depressus Schaum, 1856
- Carabus deuveianus Cavazzuti & Casale, 2006
- Carabus dietererberi Heinz, 2001
- Carabus dilatatipennis Rapuzzi & Cavazzuti, 2006
- Carabus dilatotarsalis Mandl, 1979
- Carabus ditomoides Deuve, 1991
- Carabus dokhtouroffi Ganglbauer, 1886
- Carabus dolini Deuve, 1992
- Carabus dolonicus Obydov, 1996
- Carabus dongchuanicus Deuve, 1994
- Carabus donjuan Imura, 2011
- Carabus dorogostaiskii Shilenkov, 1983
- Carabus draco Brezina, 1999
- Carabus drahoslavae Brezina B. & Hackel M., 2006
- Carabus dreuxioides Deuve, 1998
- Carabus dubifer Deuve & Kalab, 2014
- Carabus dufouri Dejean, 1829
- Carabus dungchen Deuve & Kalab, 2019
- Carabus dzhungaricola Deuve, 1989

### E–F

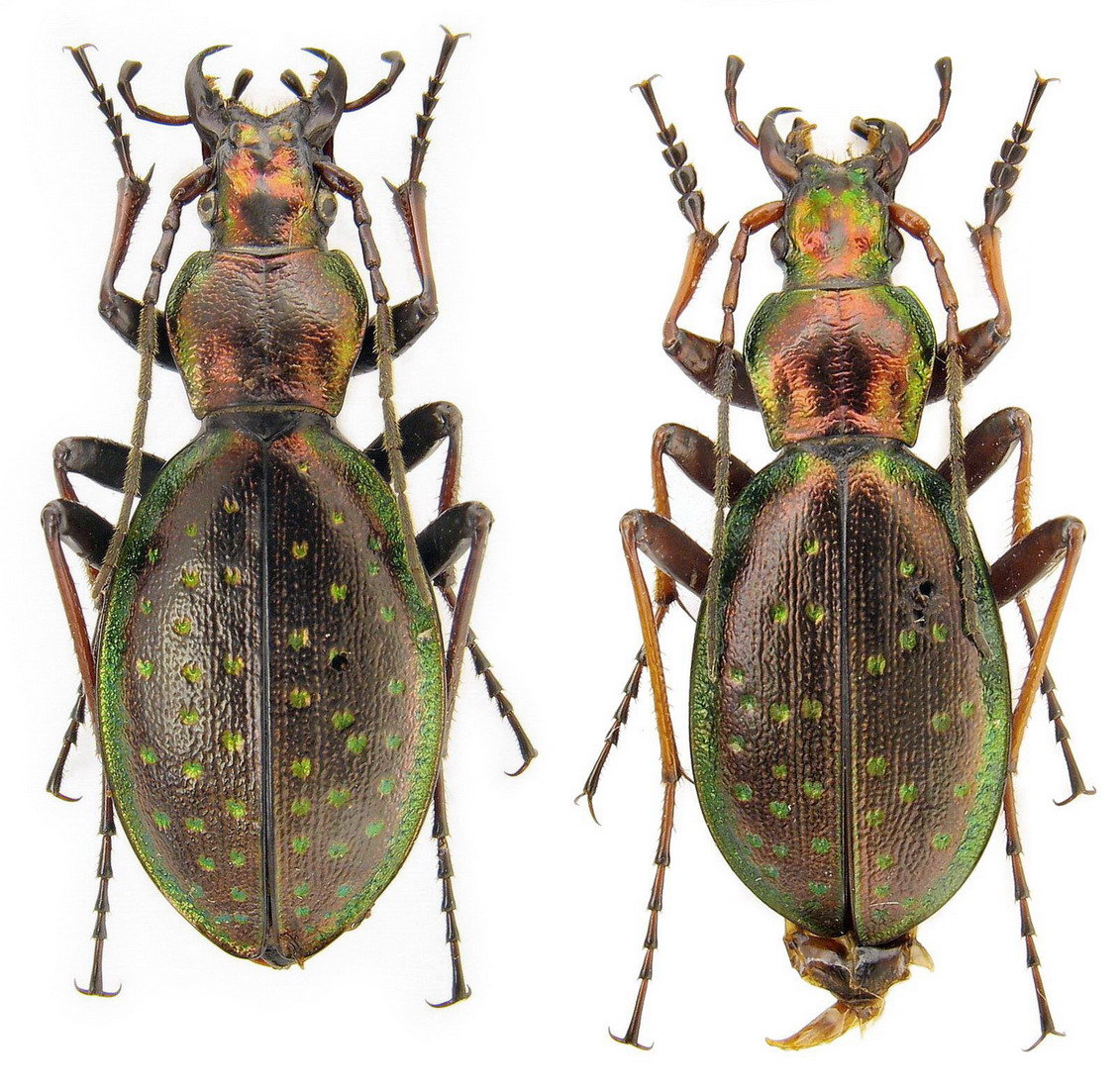
Biegacz Fabriciego, parka

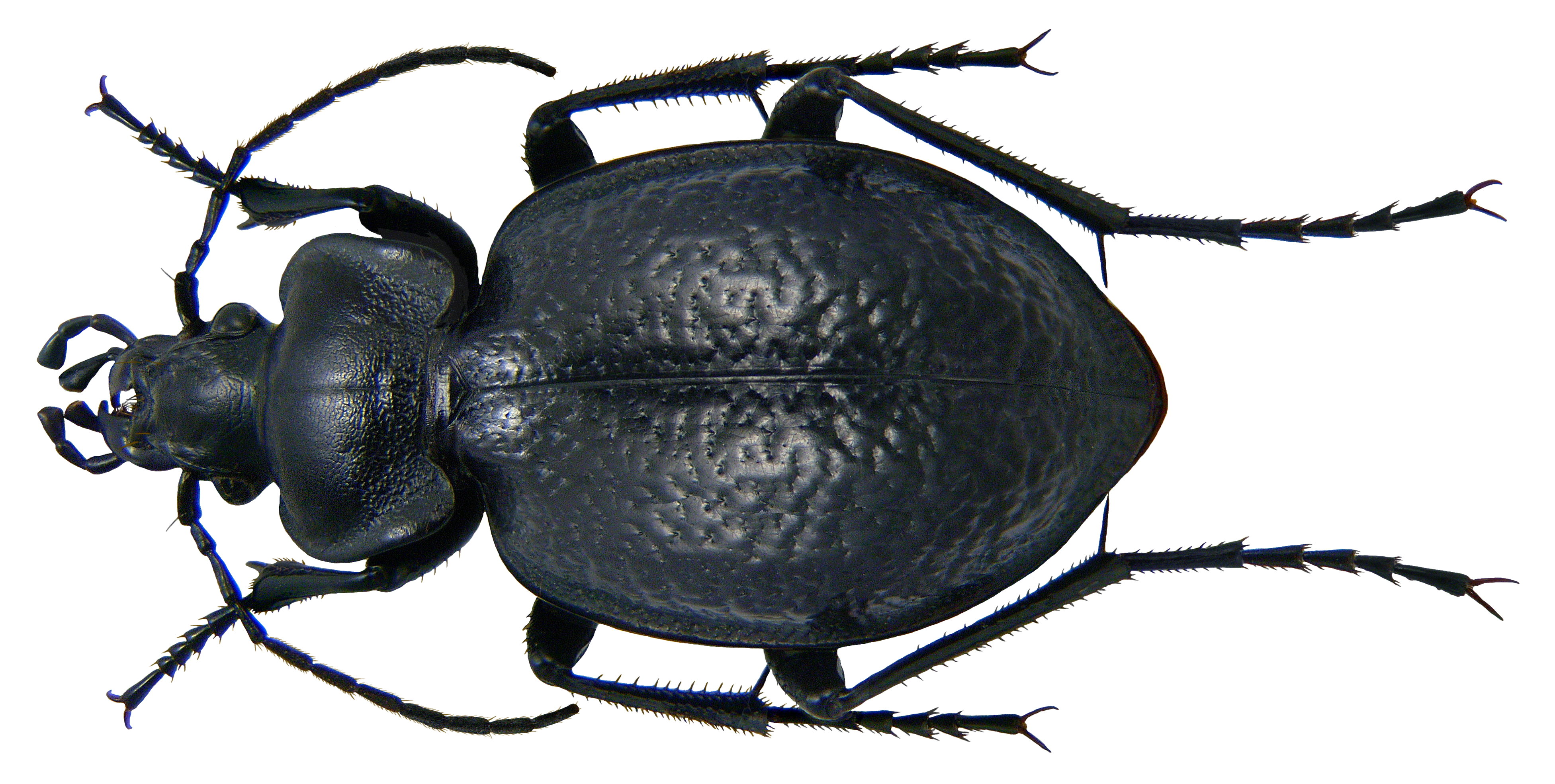
Carabus favieri fezzanus

- Carabus eccoptopterus Kraatz, 1894
- Carabus edithae Reitter, 1893
- Carabus edmundi Semenov, 1897
- Carabus elbursensis Breuning, 1946
- Carabus elegantulus Motschulsky, 1850
- Carabus elliptipennis Deuve, 1995
- Carabus elysii Thomson, 1856
- Carabus emanuelei Imura, 1997
- Carabus enigmaticus Heinz, 1980
- Carabus eokirgisicus Kabak, 1990
- Carabus eous Morawitz, 1889
- Carabus epipleuralis Semenov, 1907
- Carabus epsteini Heinertz, 1978
- Carabus erberi Heinz, 1983
- Carabus erenleriensis Schweiger, 1966
- Carabus ernsti Kabak, 2001
- Carabus erosus Motschulsky, 1866
- Carabus erwini Mandl, 1975
- Carabus esakii Csiki, 1927
- Carabus estreicheri Fischer, 1822
- Carabus everesti Andrewes, 1929
- Carabus exaratus Quensel, 1806
- Carabus excellens Fabricius, 1798 – biegacz wspaniały
- Carabus exiguus Semenov, 1898
- Carabus fabricii Panzer, 1812 – biegacz Fabriciego
- Carabus fairmairei Thomson, 1875
- Carabus famini Dejean, 1826
- Carabus faustus Brulle, 1838
- Carabus feae Gestro, 1888
- Carabus fedtschenkoi Solsky, 1874
- Carabus feminus Imura, 2018
- Carabus ferghanicus Breuning, 1933
- Carabus fiduciarius Thomson, 1856
- Carabus finitimus Haldeman, 1852
- Carabus flavigenua Cavazzuti, 2002
- Carabus flavihervosus Imura, 2009
- Carabus flutschi Deuve & Li, 1998
- Carabus fontellus Deuve, 1997
- Carabus foreli Hauser, 1922
- Carabus formosus Semenov, 1887
- Carabus forreri Bates, 1882
- †Carabus foveolatus Piton & Théobald, 1935
- Carabus franzi Mandl, 1974
- Carabus fraterculoides Breuning, 1961
- Carabus fraterculus Reitter, 1895
- Carabus fruhstorferi Roeschke, 1900
- Carabus fubianensis Deuve & Kalab, 2007
- Carabus fumigatus Semenov, 1898
- Carabus fushuangensis Deuve, 1997

### G–H
- Carabus galicianus Gory, 1839
- Carabus gandharae Heinertz, 1978
- Carabus gansuensis Semenov, 1887

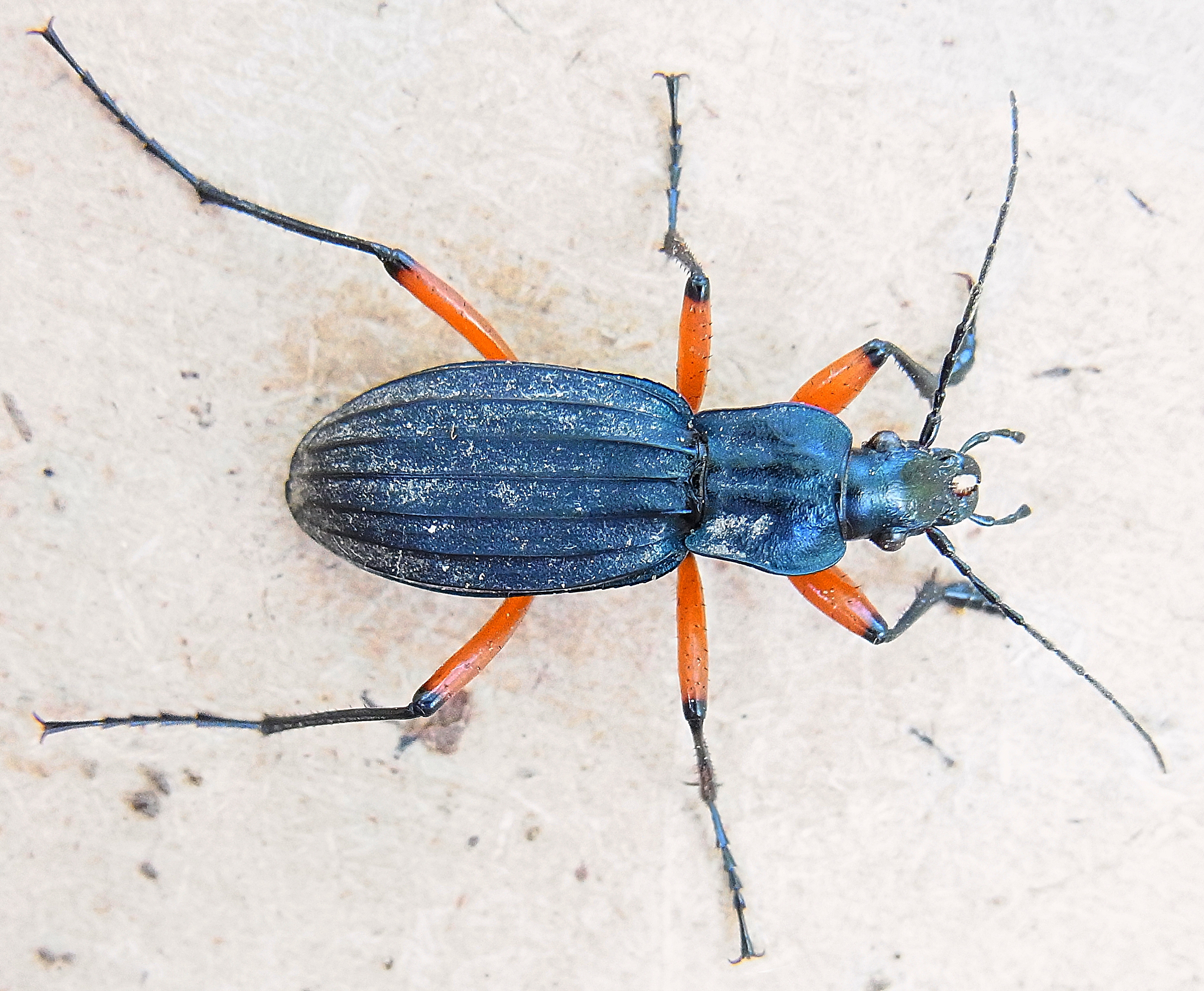
Carabus galicianus

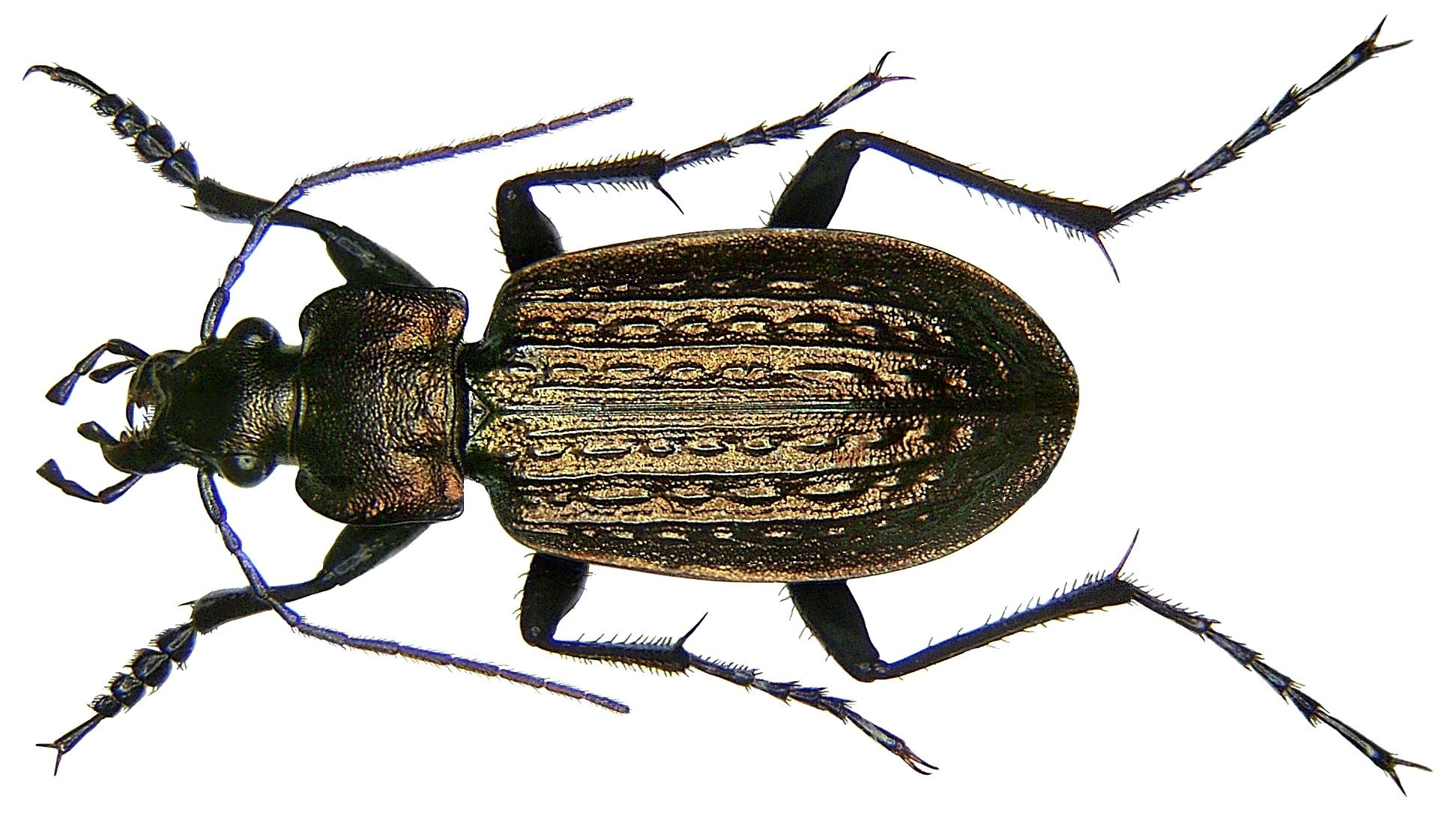
Biegacz granulowany

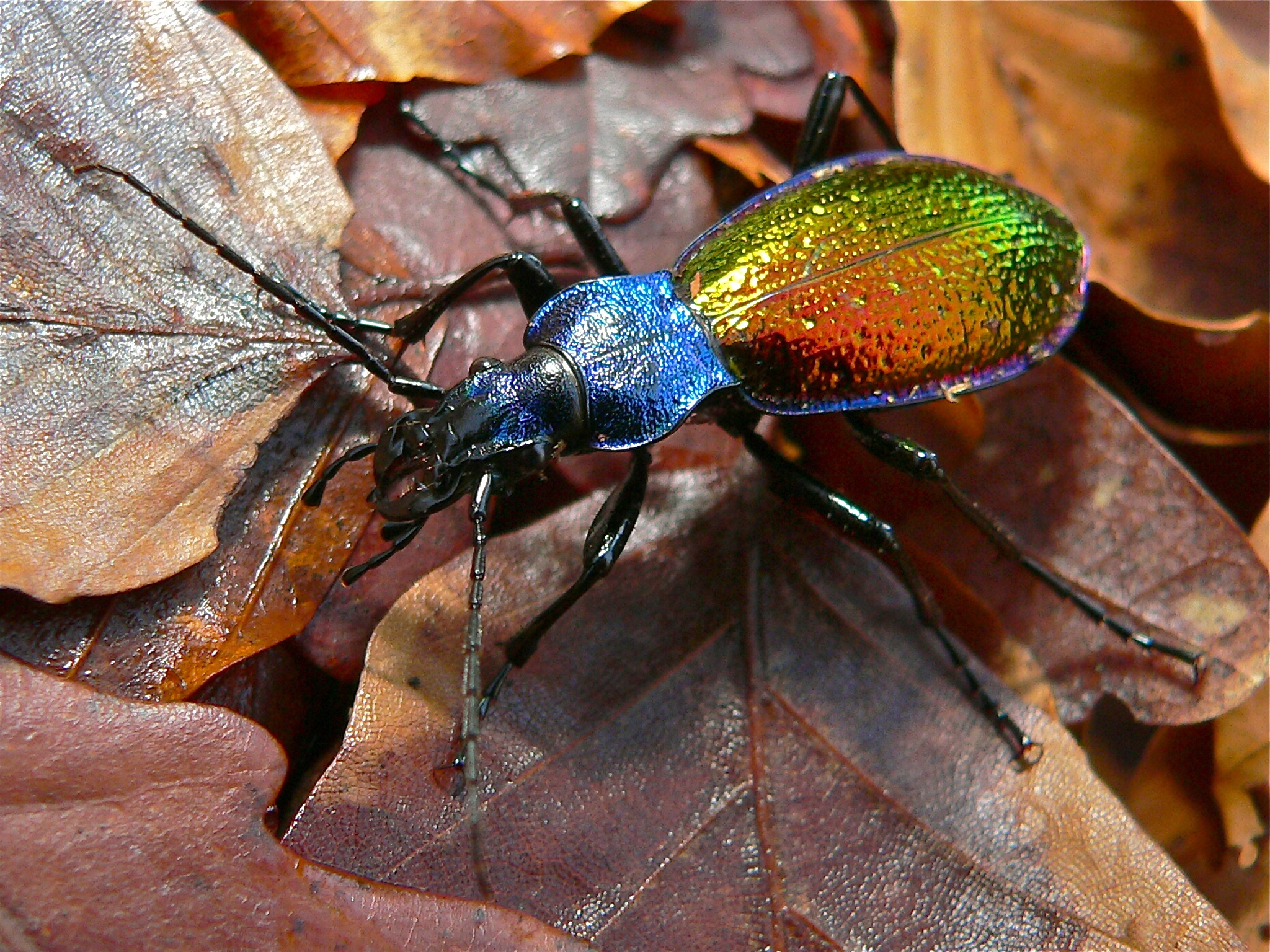
Carabus hispanus

- Carabus gaschkewitschi Motschulsky, 1859
- Carabus gebleri Fischer, 1817
- Carabus gehinii Fairmaire, 1886
- Carabus gemellatus Ménétriès, 1832
- Carabus gemmifer Fairmaire, 1887
- Carabus genei Géné, 1839
- Carabus gentleman Brezina & Häckel, 2004
- Carabus georgia Cavazzuti, 1984
- Carabus ghiliani La Ferte-Senectere, 1847
- Carabus giachinoi Cavazzuti, 1991
- Carabus gigas Creutzer, 1799 – biegacz olbrzymi
- Carabus gigolo Heinz & Brezina, 1996
- Carabus gigoloides Cavazzuti, 2000
- Carabus gilnickii E.Deyrolle, 1869
- Carabus glabratus Paykull, 1790 – biegacz gładki
- Carabus glyptopterus Fischer, 1827
- Carabus gomerae A.Müller, 2004
- Carabus gonggaicus Deuve, 1989
- Carabus gorodinskii Obydov, 1998
- Carabus goryi Dejean, 1831
- Carabus gossarei Haury, 1879
- Carabus gotschi Chaudoir, 1846
- Carabus gracilicollis Semenov, 1887
- Carabus gracilithorax Deuve, 1989
- Carabus graecus Dejean, 1826
- Carabus granulatocostatus Mandl, 1965
- Carabus granulatus Linnaeus, 1758 – biegacz granulowany
- Carabus gratus Semenov, 1887
- Carabus gressittianus Mandl, 1975
- Carabus gridellii Breuning, 1959
- Carabus grombczewskii Semenov, 1891
- Carabus grossefoveatus Hauser, 1913
- Carabus guadarramus LaFerté-Sénectère, 1847
- Carabus guangxicus Deuve, 1989
- Carabus guerini Fischer, 1842
- Carabus guibeicus Deuve & Tian, 1999
- Carabus guinanensis Deuve, 1991
- Carabus gussakovskii Kryzhanovskij, 1971
- Carabus guycolasianus Deuve, 2001
- Carabus gyllenhali Fischer, 1827
- Carabus haeckeli Brezina & Imura, 1997
- Carabus handelmazzettii Mandl, 1955
- Carabus harmandi Vacher de Lapouge, 1909
- Carabus hauseri Reitter, 1894
- Carabus heinzi Breuning, 1964
- Carabus helleri Ganglbauer, 1893
- Carabus hemprichi Dejean, 1826
- Carabus hendrichsi Bolivar y Pieltain; Rotger & Coronado, 1967
- Carabus hengduanicola Deuve, 1996
- Carabus henningi Fischer, 1817
- Carabus hera Kleinfeld, 2000
- Carabus heydenianus Starck, 1889
- Carabus hiekei Kabak & Kryzhanovskij, 1990
- Carabus hiekeianus Deuve, 1991
- Carabus hienfoungi Thomson, 1857
- Carabus hispanus Fabricius, 1787
- Carabus hiurai Kamiyoshi & Mizoguchi, 1960
- Carabus hollbergi Mannerheim, 1827
- Carabus hortensis Linnaeus, 1758 – biegacz ogrodowy
- Carabus huangi Deuve, 1992
- Carabus hubeicus Deuve, 1991
- Carabus humilior Deuve & Kalab, 2012
- Carabus hummeli Fischer, 1823
- Carabus hummelioides Deuve, 1989
- Carabus hunanicola Deuve & Yu, 1992
- Carabus hungaricus Fabricius, 1792

### I–K
- Carabus ibericus Fischer, 1823
- Carabus ichangensis Bates, 1889
- Carabus ignimitella Bates, 1888
- Carabus iliensis Kabak, 1994
- Carabus illigeri Dejean, 1826
- Carabus imitator Reitter, 1883
- Carabus impavidus Cavazzuti, 2009
- Carabus imperfectus Semenov, 1887
- Carabus imperialis Fischer, 1823
- Carabus impressus Klug, 1832
- Carabus inagakii Deuve, 1991
- Carabus indicus Fairmaire, 1889
- Carabus indigestus Semenov, 1898
- Carabus infantulus Morawitz, 1886
- Carabus infirmior Hauser, 1924
- Carabus insulicola Chaudoir, 1869

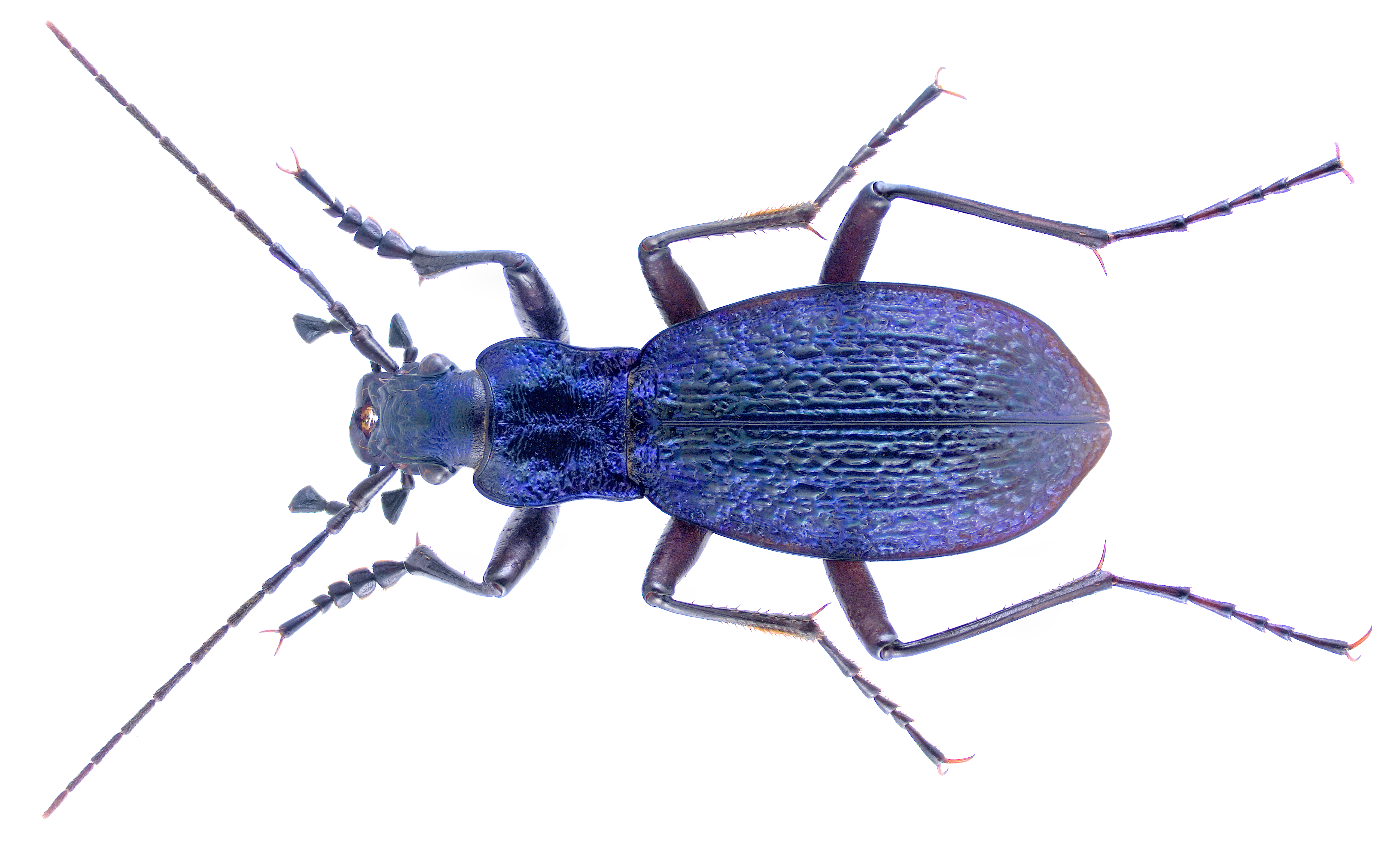
Biegacz pomarszczony

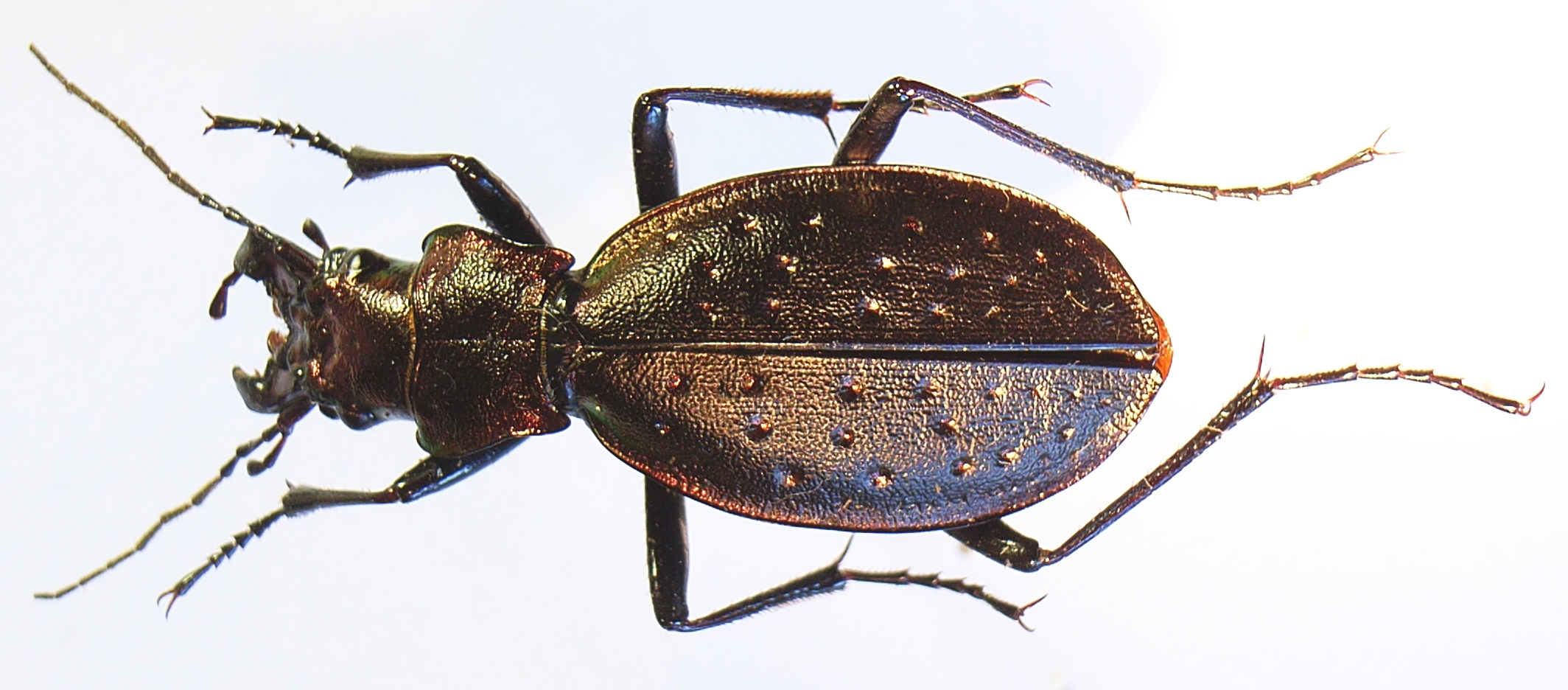
Biegacz dołkowany

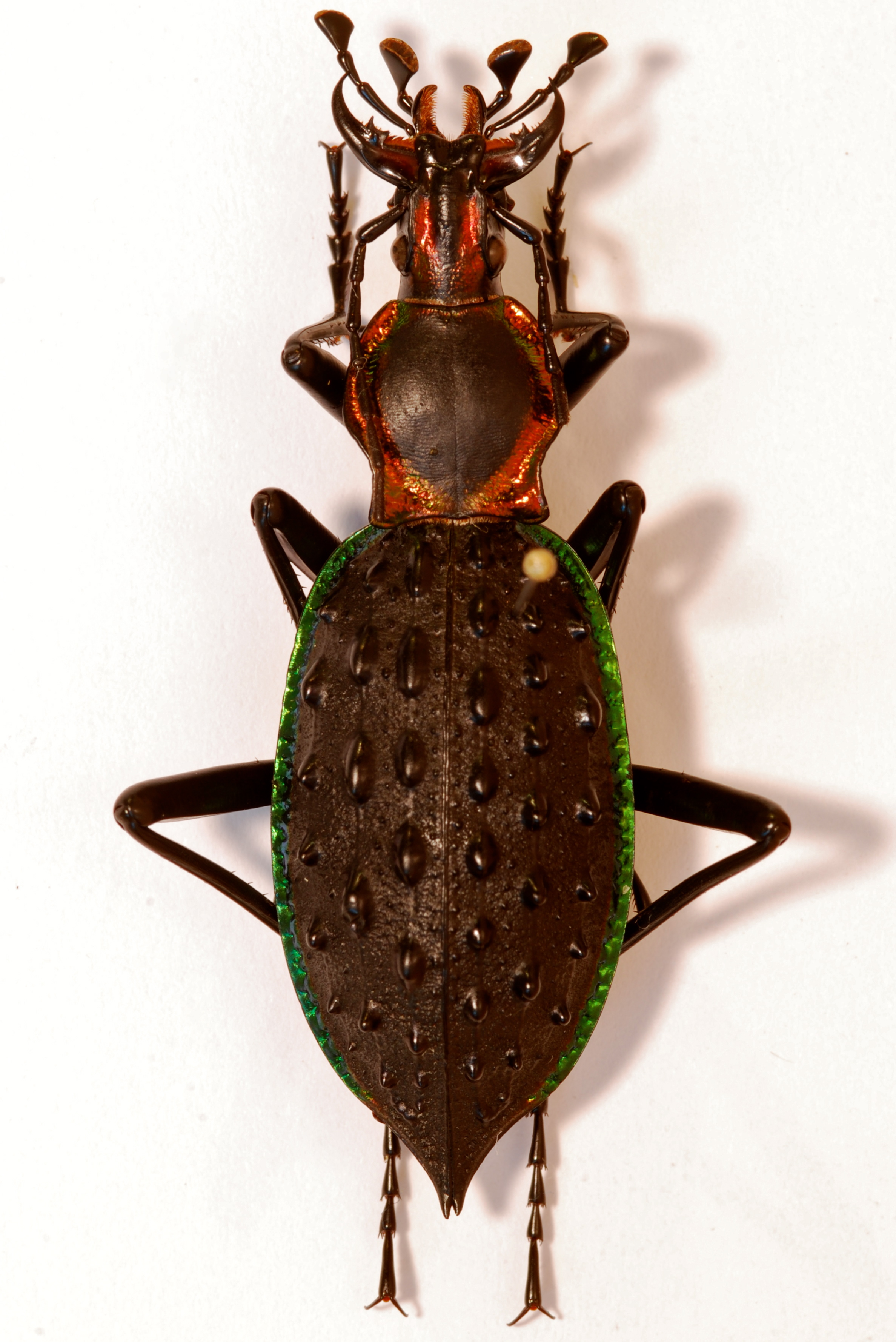
Carabus ignimitellus antaeus

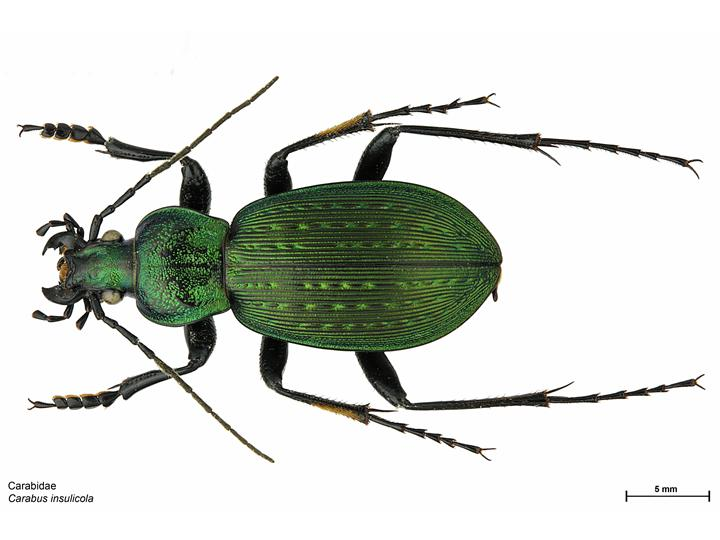
Carabus insulicola

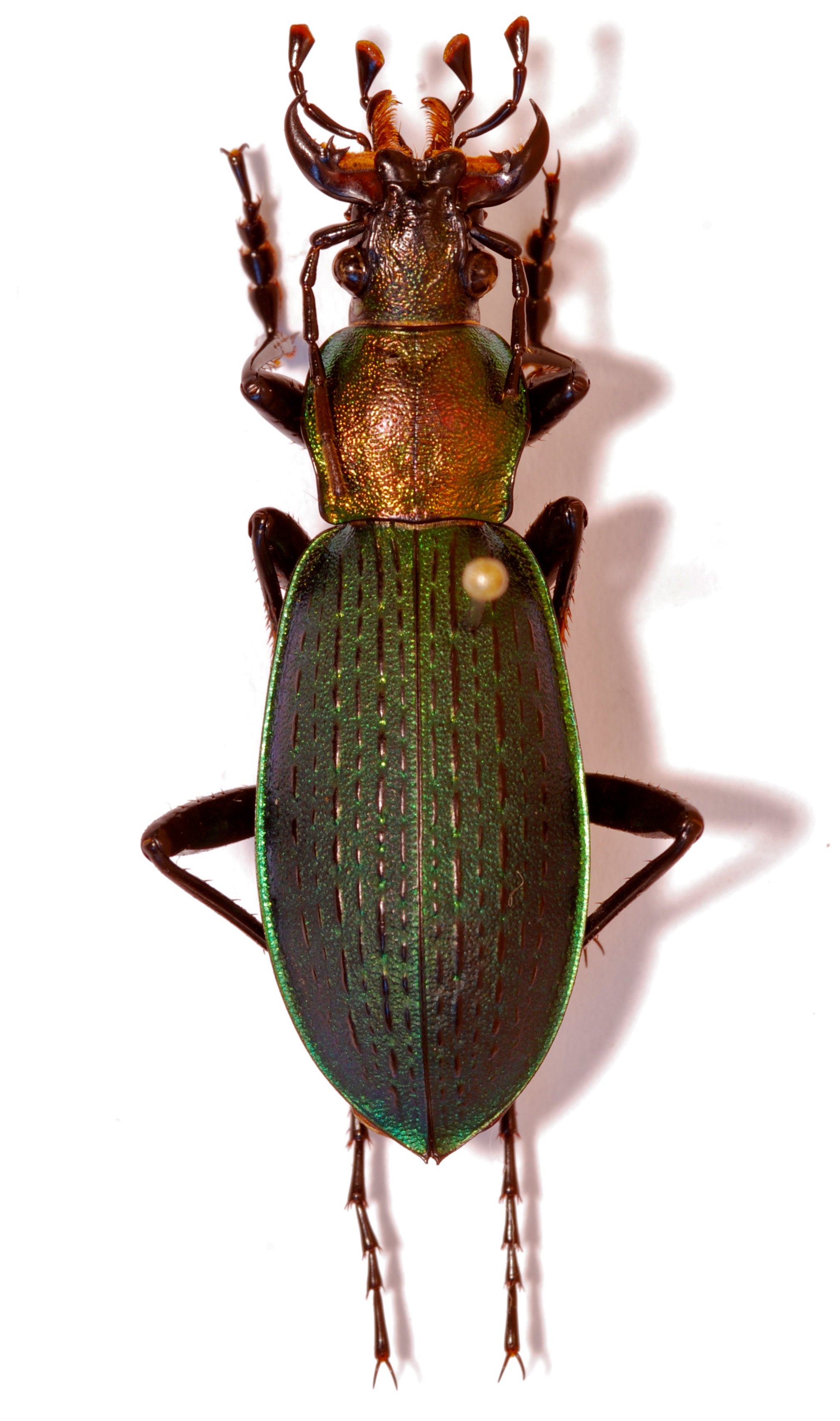
Carabus jankowskii

- Carabus intricatus Linnaeus, 1761 – biegacz pomarszczony
- Carabus inventoides Deuve & Li, 2000
- Carabus inventus Cavazzuti, 1999
- Carabus irregularis Fabricius, 1792 – biegacz dołkowany
- Carabus isabellae Lassalle, 1985
- Carabus ishizukai Deuve & Ohshima, 1989
- Carabus italicus Dejean, 1826
- Carabus iteratus Breuning, 1934
- Carabus itshkibashi Kabak, 2004
- Carabus itzingeri Breuning, 1934
- Carabus iwawakianus (Nakane, 1953)
- Carabus jacobsoni Semenov, 1908
- Carabus janatai Brezina, 1996
- Carabus jankowskii Oberthur, 1883
- Carabus janthinus Ganglbauer, 1887
- Carabus japonicus Motschulsky, 1857
- Carabus jason Semenov, 1898
- †Carabus jeffersoni Scudder, 1900
- Carabus jingliae Deuve & Tian, 2019
- Carabus jingzhongensis Deuve & Tian, 2005
- Carabus jinnanicus Deuve & Tian, 2007
- Carabus jintangicus Deuve, 2001
- Carabus jiudingensis Deuve, 1994
- Carabus jiulongensis Deuve, 1994
- Carabus juengerianus Kleinfeld, 1995
- Carabus juldusanus Breuning, 1933
- Carabus kabakovi Lafer, 1989
- Carabus kadoudali (Morvan, 1982)
- Carabus kadyrbekovi Kabak, 1994
- Carabus kaghanensis Heinertz, 1978
- Carabus kalabellus Deuve, 1993
- Carabus kalabi Deuve, 1990
- Carabus kamensis Semenov, 1903
- Carabus kantaikensis Géhin, 1885
- Carabus karaterekensis Kalab, 1996
- Carabus karkarensis Kabak & Ovtshinnikov, 1994
- Carabus karpinskii Kryzhanovskij & Matveev, 1993
- Carabus kasakorum Semenov, 1897
- Carabus kasantsevi Kabak, 1993
- Carabus kasbekianus Kraatz, 1877
- Carabus katajevi Gottwald, 1989
- Carabus kaufmanni Solsky, 1874
- Carabus kaznakovi Semenov & Znojko, 1932
- Carabus keithi Deuve, 1995
- Carabus khalyktauensis Kabak, 2005
- Carabus khipstaensis Solodovnikov, 2015
- Carabus khorasanensis Deuve, 1993
- Carabus kimurai Ishikawa, 1966
- Carabus kiritschenkoi Breuning, 1934
- Carabus kitawakianus Imura, 1993
- Carabus kitawakiellus Imura, 1995
- Carabus kiukiangensis Bates, 1888
- Carabus klapperichianus Mandl, 1955
- Carabus kleinfeldorum Kabak & Putchkov, 1995
- Carabus koenigi Ganglbauer, 1887
- Carabus koganae Colas, 1961
- Carabus koidei Imura, 1996
- Carabus koiwayai Deuve & Imura, 1990
- Carabus kokujewi Semenov, 1898
- Carabus kolbei Roeschke, 1897
- Carabus kollari Palliardi, 1825
- Carabus koltzei Rost, 1889
- Carabus kolymensis Lafer, 1989
- Carabus komarowi Reitter, 1882
- Carabus komiyai (Ishikawa, 1966)
- Carabus koreanus Reitter, 1895
- Carabus korellianus Kleinfeld, 2002
- Carabus kouanping Maindron, 1906
- Carabus kouichii Imura & Mizusawa, 1997
- Carabus kozhantschikovi Lutshnik, 1924
- Carabus kozloviellus Semenov & Znojko, 1932
- Carabus kratkyi Ganglbauer, 1890
- Carabus kruberi Fischer, 1822
- Carabus kryzhanovskianus Deuve, 1992
- Carabus kryzhanovskii Bogachev, 1965
- Carabus kubani Deuve, 1990
- Carabus kucerai Deuve, 1997
- Carabus kumagai Kimura & Komiya, 1974
- Carabus kurdaiensis Kabak, 2016
- Carabus kurdicus Heinz, 1975
- Carabus kurilensis Vacher de Lapouge, 1913
- Carabus kusnetzovi Semenov, 1903
- Carabus kweitshauensis Mandl, 1975
- Carabus kyushuensis Nakane, 1961

### L
- Carabus labrangicus Deuve, 1992
- Carabus ladygini Semenov, 1903

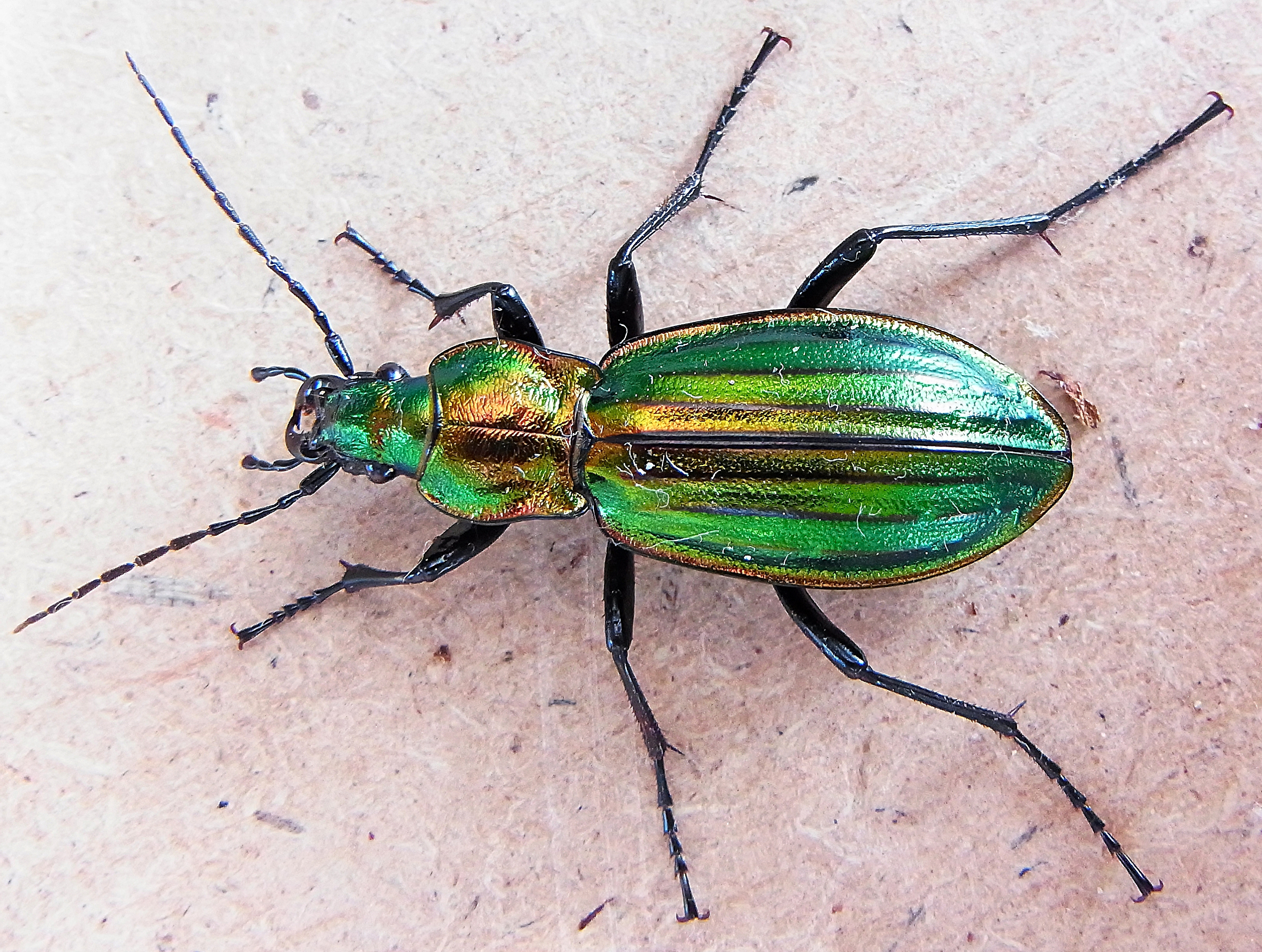
Carabus lineatus

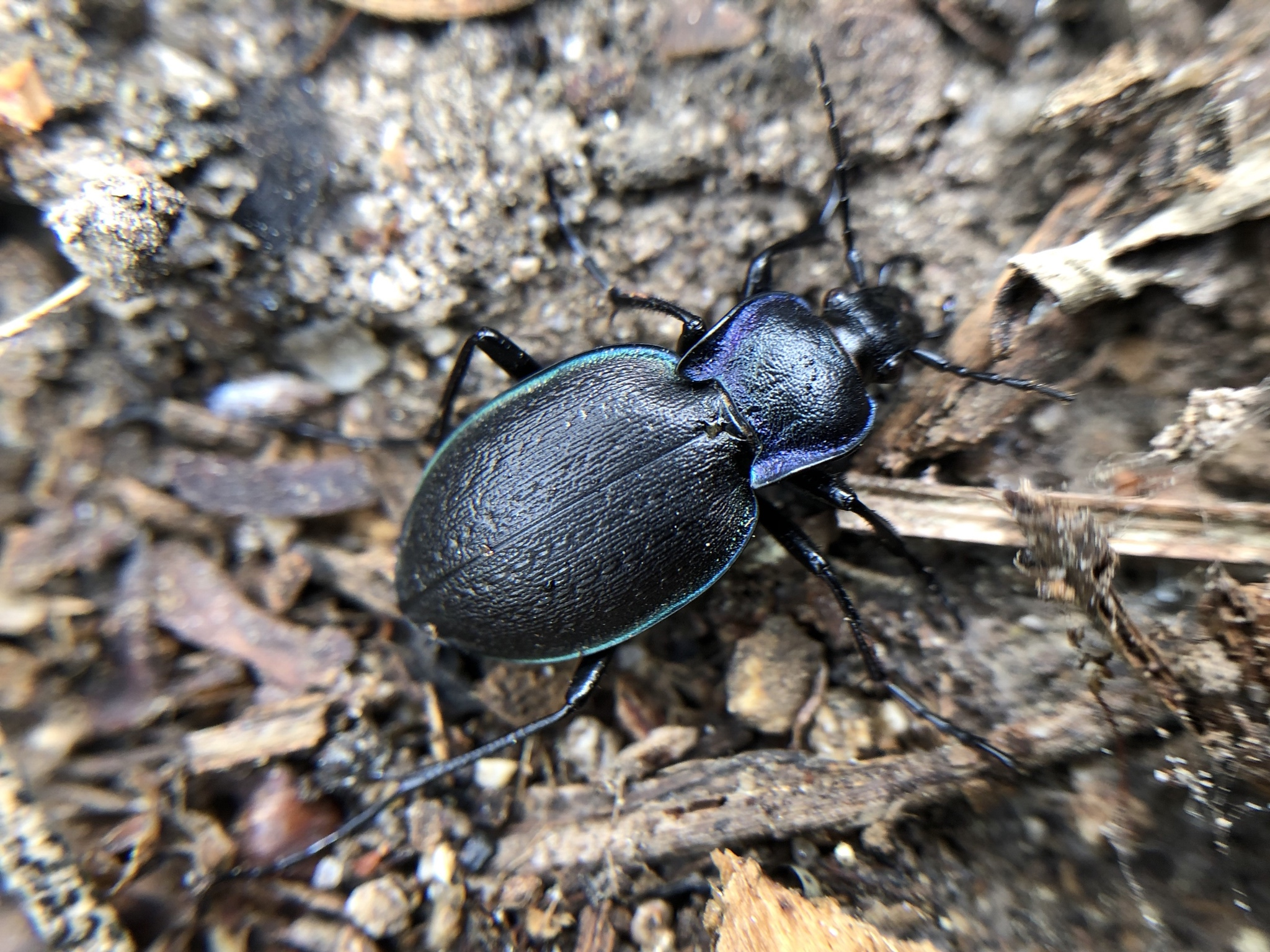
Carabus lusitanicus brevis

- Carabus laevithorax Breuning, 1935
- Carabus lafossei Feisthamel, 1845
- Carabus lama Semenov, 1898
- Carabus lamarcki Deuve, 1994
- Carabus laoshanicus Imura, 1995
- Carabus laotse Breuning, 1943
- Carabus latiballioni Deuve, 1993
- Carabus latipennis Breuning, 1932
- Carabus latreilleanus Csiki, 1927
- Carabus latreillei Fischer, 1822
- Carabus latro Semenov, 1898
- Carabus lazikouensis Deuve, 1997
- Carabus lazorum Belousov & Zamotajlov, 1999
- Carabus leachi Fischer, 1823
- Carabus lebretae Colas, 1961
- Carabus leda Kleinfeld, 2000
- Carabus lederi Reitter, 1882
- Carabus ledouxi Deuve, 2001
- Carabus leechi Bates, 1888
- Carabus leepai Heinz, 1993
- Carabus legrandianus Deuve & Tian, 2007
- Carabus leplati Deuve & Li, 2008
- Carabus leptoplesioides Deuve, 1992
- Carabus lewisianus Nakane, 1953
- Carabus liianus Deuve, 2008
- Carabus lindemanni Ballion, 1878
- Carabus lineatus Dejean, 1826
- Carabus linnaei Panzer, 1812 – biegacz Linneusza
- Carabus linxiaensis Deuve, 1992
- Carabus lixianensis Deuve, 1990
- Carabus lizizhongi Deuve & Tian, 2007
- Carabus longeantennatus Hauser, 1931
- Carabus longipedatus Belousov & Kabak, 1993
- Carabus longiusculus Cavazzuti, 2007
- Carabus lopatini Morawitz, 1886
- Carabus loschnikovi Fischer von Waldheim, 1823
- Carabus lucepunctus Cavazzuti & Rapuzzi, 2005
- Carabus ludingensis Deuve & Vigna Taglianti, 1992
- Carabus ludivinae Deuve, 1996
- Carabus luetgensi Beuthin, 1886
- Carabus luschanensis Hauser, 1919
- Carabus lusitanicus Fabricius, 1801

### M
- Carabus macleayi Dejean, 1826

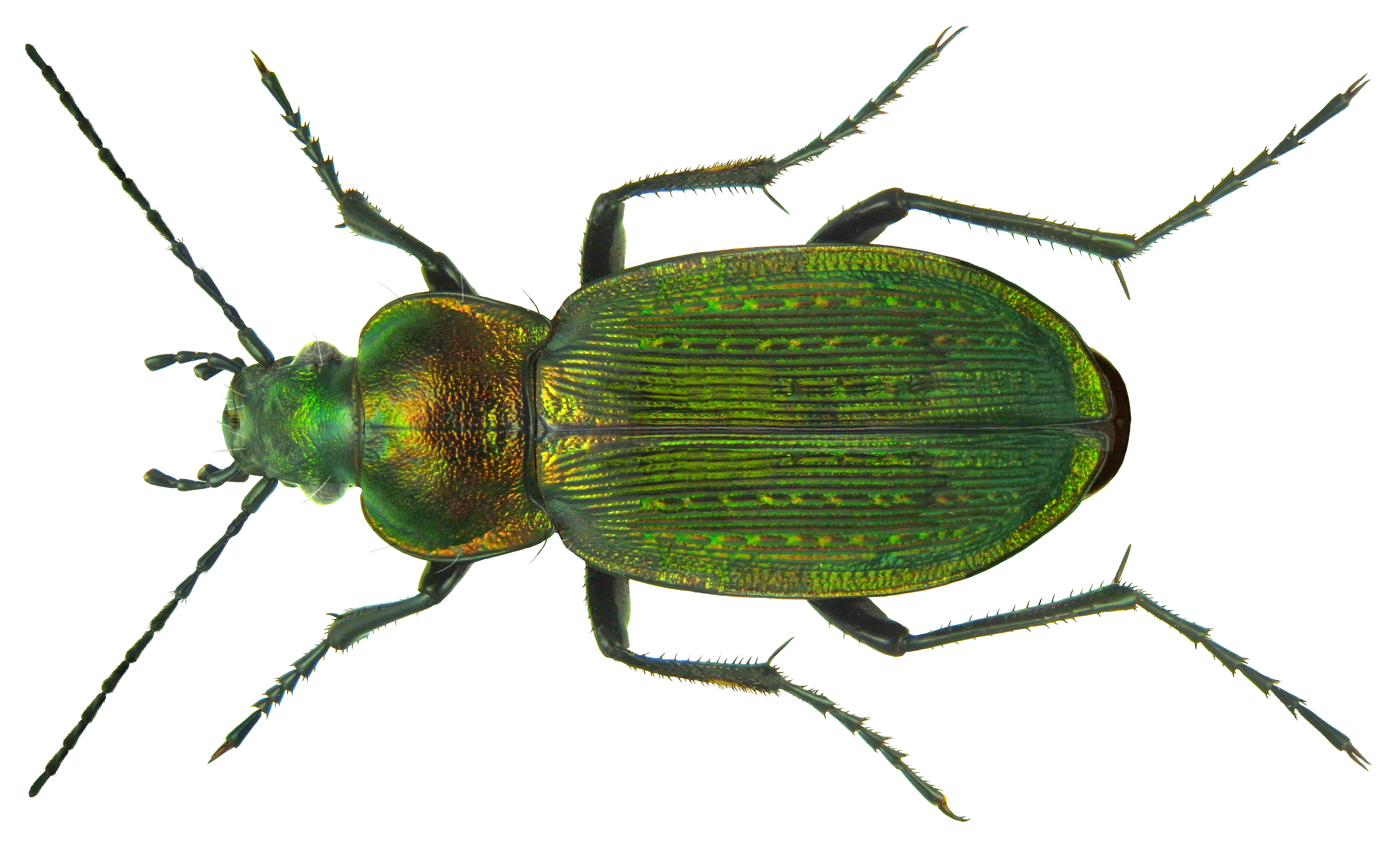
Carabus monilis

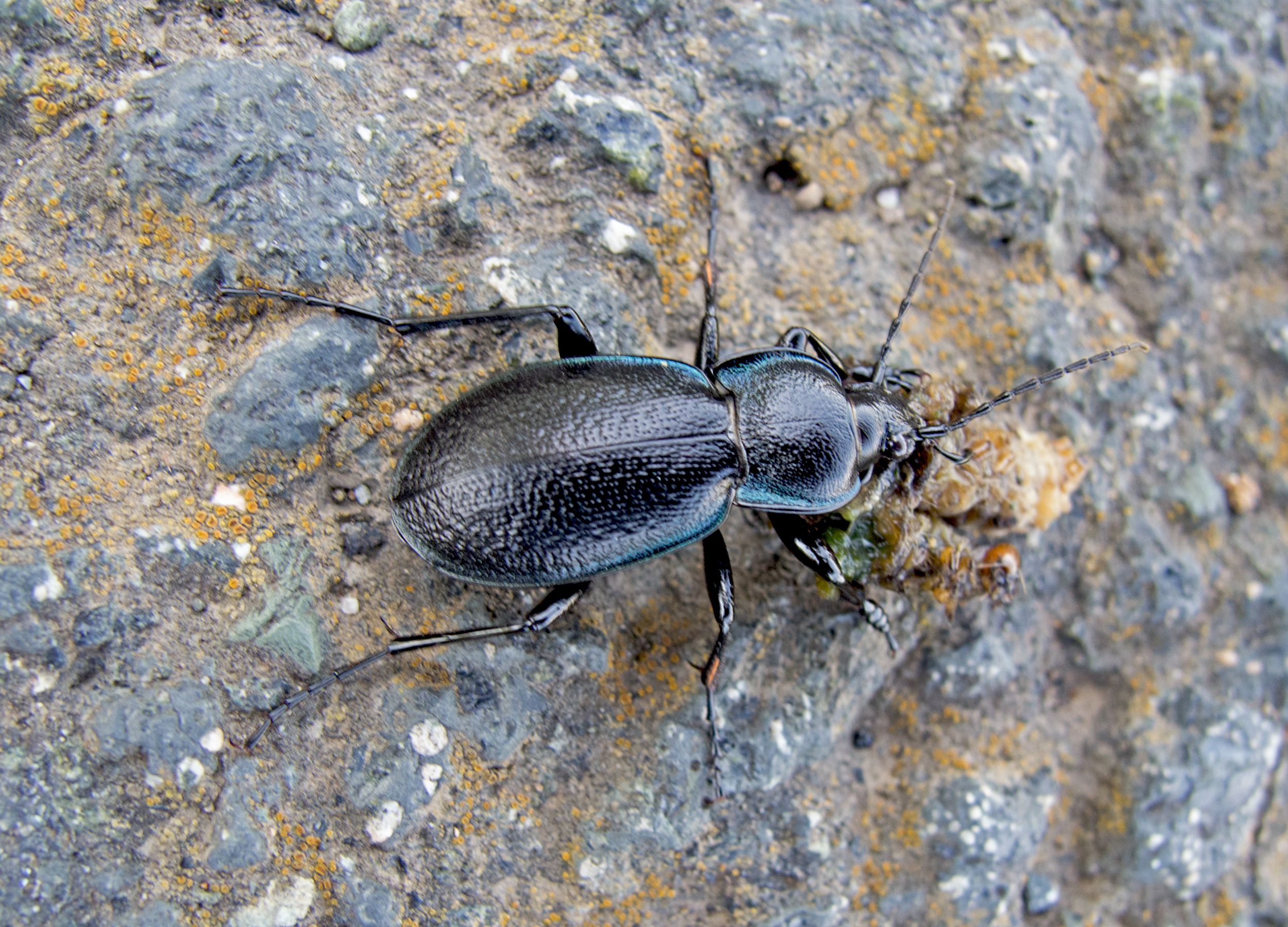
Carabus montivagus

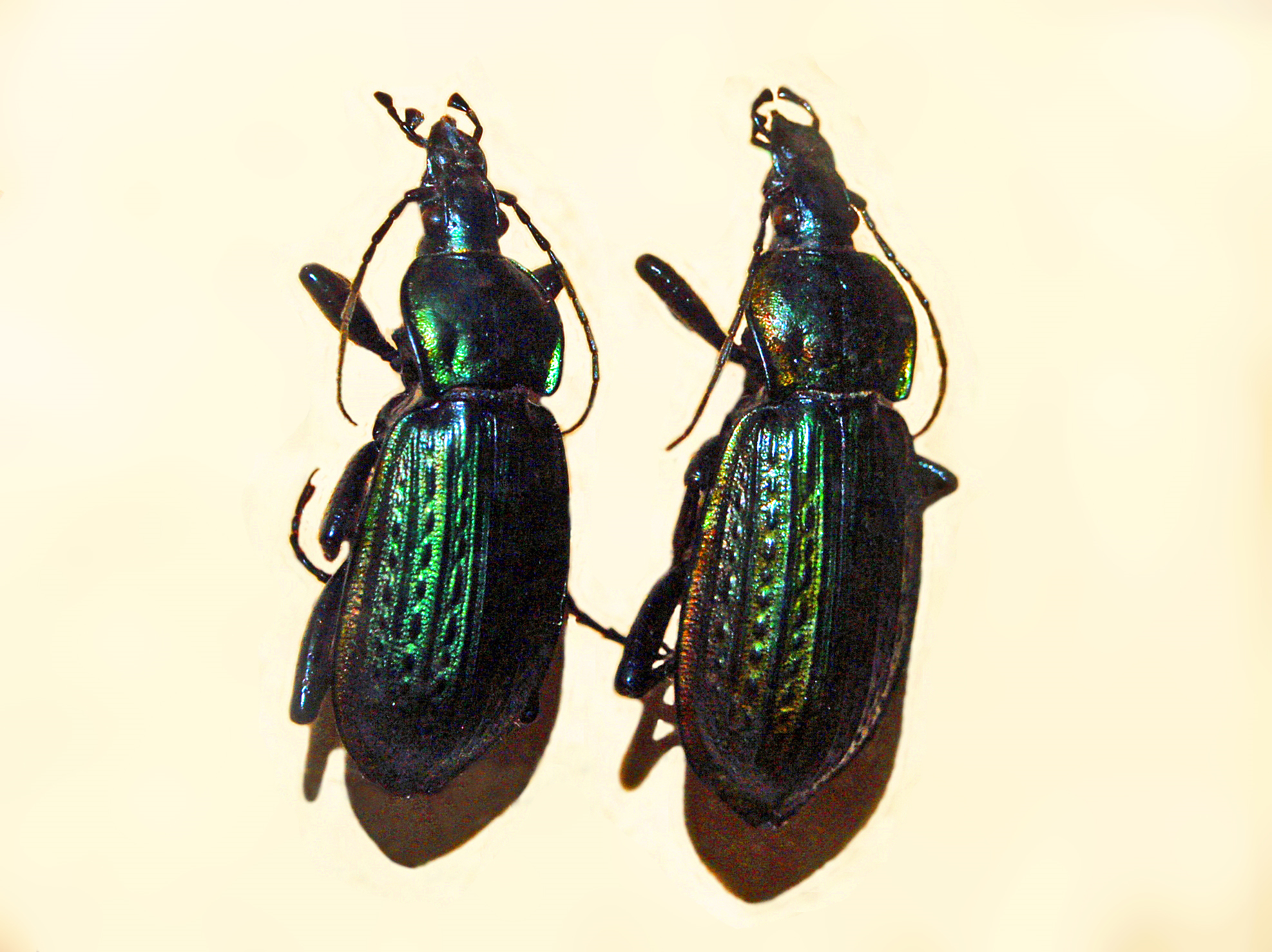
Carabus morbillosus

- Carabus macrocephaloides (Jeanne, 1972)
- Carabus macrocephalus Dejean, 1826
- Carabus macrogonus Chaudoir, 1847
- Carabus macropus Chaudoir, 1877
- Carabus madefactus Cavazzuti, 1997
- Carabus maeander Fischer, 1822
- Carabus maiyasanus Bates, 1873
- Carabus malaisei Breuning, 1947
- Carabus maleki Deuve, 1991
- Carabus malkovskyi Kabak, 1990
- Carabus manap Brezina & Kabak, 1993
- Carabus mandarin Kalab, 2002
- Carabus mandibularis Fischer, 1827
- Carabus manifestus Kraatz, 1881
- Carabus maoershanicus Cavazzuti, 1995
- Carabus maowenensis Deuve, 2001
- Carabus marcilhacianus Deuve, 2010
- Carabus marginalis Fabricius, 1794 – biegacz obrzeżony
- Carabus marietti Cristoforis & Jan, 1837
- Carabus marquardti Reitter, 1898
- Carabus masahiroi (Imura, 2006)
- Carabus massagetus Motschulsky, 1846
- Carabus masuzoi (Imura & Sato, 1989)
- Carabus maurus Adams, 1817
- †Carabus mecothoracus Zhang, 1989
- Carabus mecynodes Bates, 1890
- Carabus meditabundus Deuve, 1992
- Carabus melancholicus Fabricius, 1798
- Carabus melii Cavazzuti & Ratti, 2005
- Carabus melli Born, 1923
- Carabus mellyi Chaudoir, 1846
- Carabus menelaus Breuning, 1951
- Carabus menetriesi Hummel, 1827
- Carabus merdeniki Cavazzuti & Korell, 1992
- Carabus merkensis Kabak, 1992
- Carabus merzbacheri Hauser, 1922
- Carabus mestscherjakovi Lutshnik, 1924
- Carabus meurguesianus Ledoux, 1990
- Carabus mianningensis Kleinfeld, 2000
- Carabus mianyangensis Deuve & Li, 1998
- Carabus miaorum Lassalle & Prunier, 1993
- Carabus michailovi Kabak, 1992
- Carabus microtatos Cavazzuti, 1997
- Carabus mikhaili Deuve & Mourzine, 1997
- Carabus minimocupreus Deuve, 2003
- Carabus minimus Semenov & Znojko, 1932
- Carabus mirabilissimus Ishikawa & Deuve, 1982
- Carabus miraculix Kleinfeld & Puchner, 2011
- Carabus mirandus Cavazzuti & Rapuzzi, 2005
- Carabus miroslavi Deuve, 2000
- Carabus mniszechi Chaudoir, 1852
- Carabus modestulus Semenov, 1887
- Carabus mollardianus Deuve, 2016
- Carabus mongoliensis Obydov, 2003
- Carabus monilis Fabricius, 1792
- Carabus monticola Dejean, 1826
- Carabus montivagus Palliardi, 1825
- Carabus montreuili Deuve, 2003
- Carabus morawitzianus Semenov, 1887
- Carabus morbillosus Fabricius, 1792
- Carabus morphocaraboides Deuve, 1989
- Carabus mouthiezianoides Deuve & Kalab, 1992
- Carabus mouthiezianus Deuve, 1991
- Carabus mulianus Deuve, 1995
- Carabus mullerellus Beheim & Breuning, 1943
- Carabus mulsantianus Morawitz, 1886
- Carabus munganasti Reitter, 1909

### N–O
- Carabus nacharensis Rost, 1893

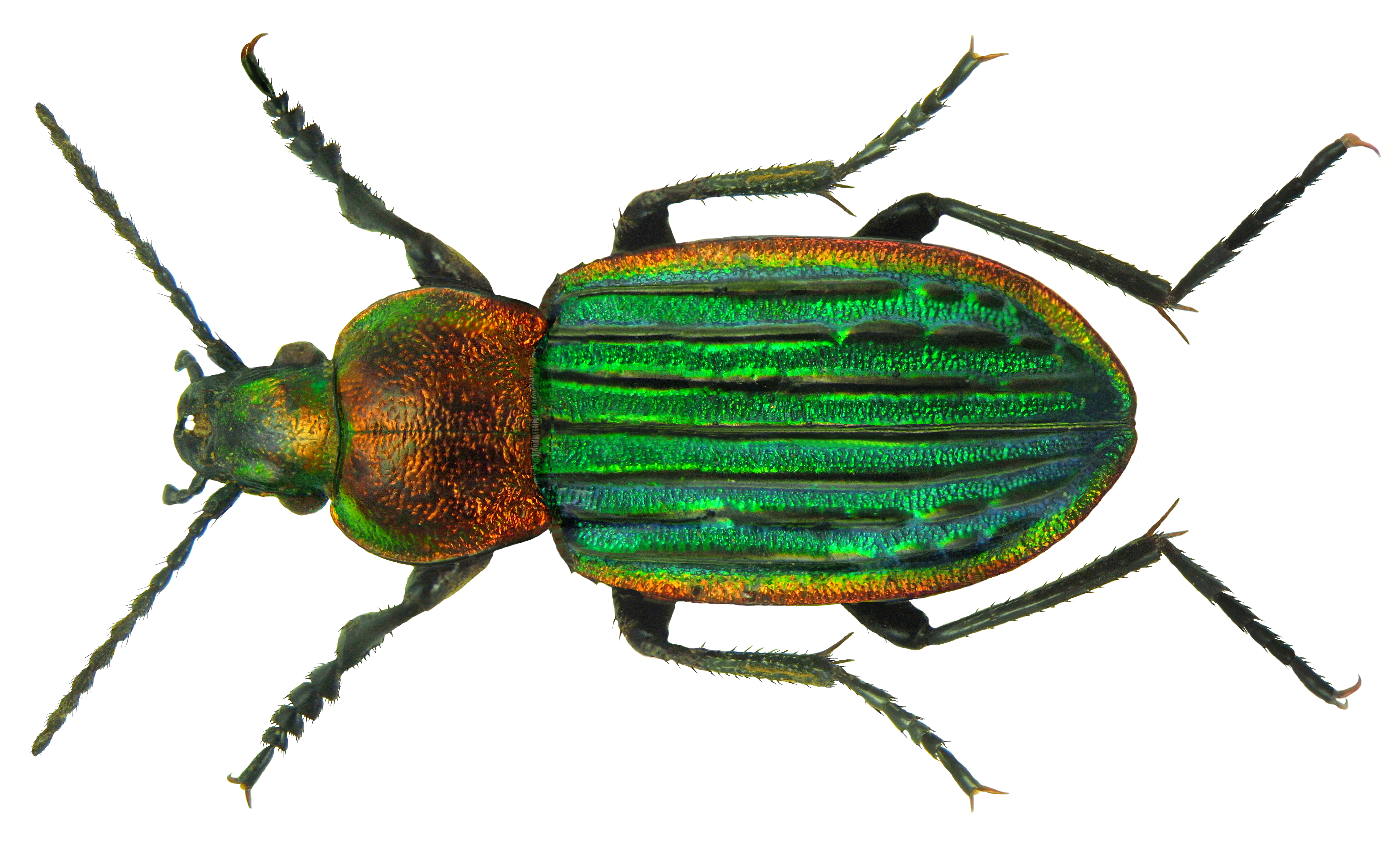
Biegacz szykowny

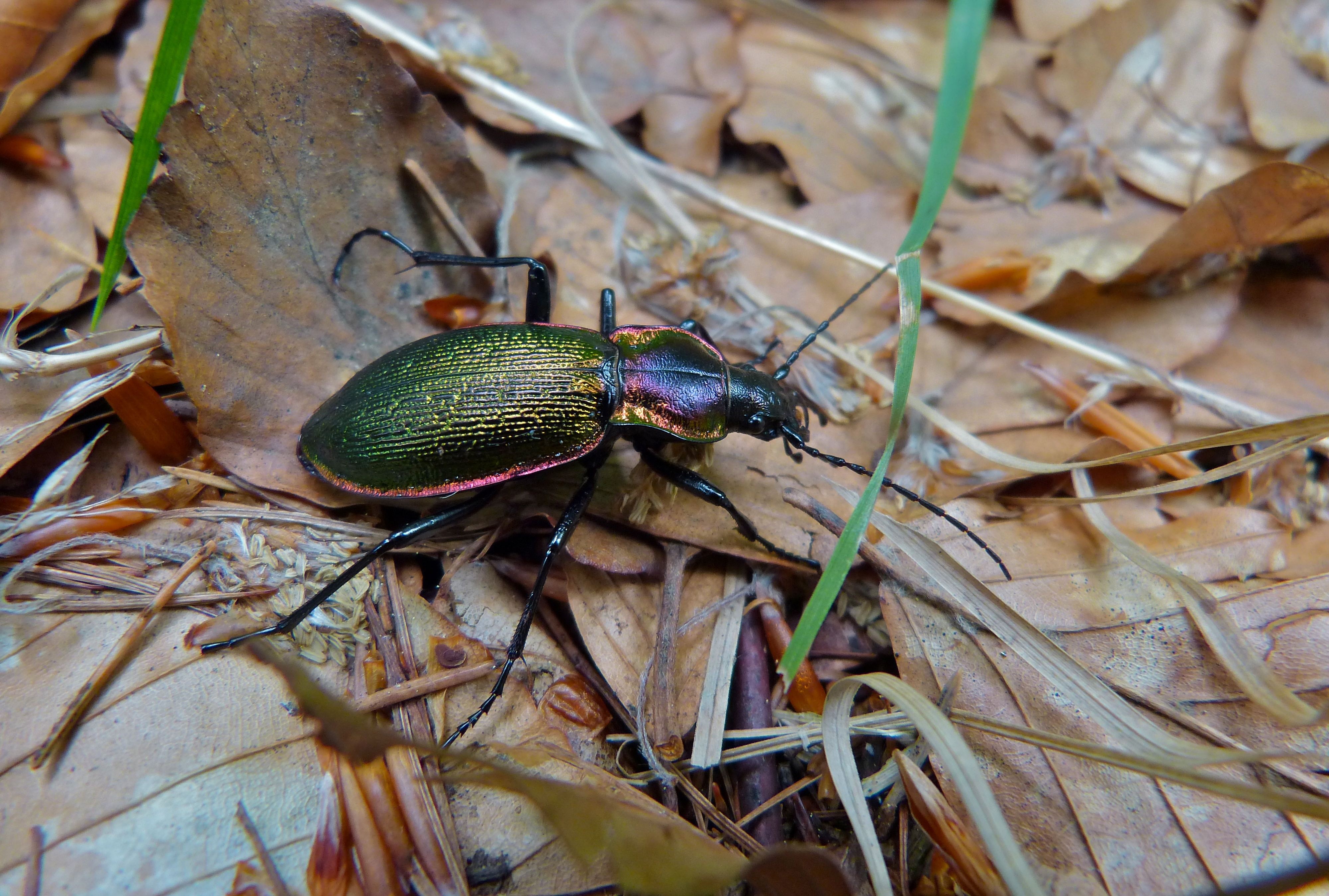
Carabus olympiae

- Carabus namanganensis Heyden, 1886
- Carabus namhaedoensis Kwon & Lee, 1984
- Carabus nangnimicus Blumenthal & Deuve, 1984
- Carabus nankotaizanus Kano, 1932
- Carabus nanosomus Hauser, 1931
- Carabus nanschanicus Semenov, 1898
- Carabus nanwutai Kleinfeld; Korell & Wrase, 1996
- Carabus narynensis Csiki, 1927
- †Carabus neli Deuve, 1998
- Carabus nemoralis Muller, 1764 – biegacz gajowy
- Carabus nestor Breuning, 1934
- Carabus ngi Deuve, 1994
- Carabus nianjuaensis Imura, 2016
- Carabus nikolajevi Kabak, 1998
- Carabus nilkiensis Kabak, 2014
- Carabus nitens Linnaeus, 1758 – biegacz szykowny
- Carabus nitididorsus Ishikawa & Kim, 1983
- Carabus noctivagus Deuve, 1992
- Carabus nodulosus Creutzer, 1799
- Carabus nosei Imura, 1997
- Carabus nothus M.Adams, 1817
- Carabus nouristani (Ledoux, 1977)
- †Carabus novalensis Omboni, 1886
- Carabus novenumus Deuve, 1995
- Carabus oblongior Deuve, 1992
- Carabus obovatus Fischer, 1827
- Carabus obsoletus Sturm, 1815 – biegacz karpacki
- Carabus odoratus Motschulsky, 1844
- Carabus odysseus Breuning, 1932
- Carabus ohomopteroides Deuve & Tian, 2004
- Carabus ohshimaianus Deuve, 1988
- Carabus olafi Deuve & J.Schmidt, 2007
- Carabus olympiae Sella, 1855
- Carabus omphreodes Reitter, 1898
- Carabus opaculus Putzeys, 1875
- Carabus osawai Imura; Zhou & Su, 1999
- Carabus osseticus M.Adams, 1817
- Carabus ovtchinnikovi Gottwald, 1987

### P
- Carabus pachtoun Ledoux, 1975
- Carabus paiafa White, 1845
- Carabus panda Deuve, 1988
- Carabus pangi Deuve & Tian, 1999
- Carabus paris Breuning, 1932
- Carabus parreyssi Palliardi, 1825
- Carabus patroclus Breuning, 1933
- Carabus pauliani Deuve, 2004
- Carabus paulusi Kalab, 1995
- Carabus pavesii Cavazzuti, 1992
- Carabus pawlowskianus Deuve, 1989

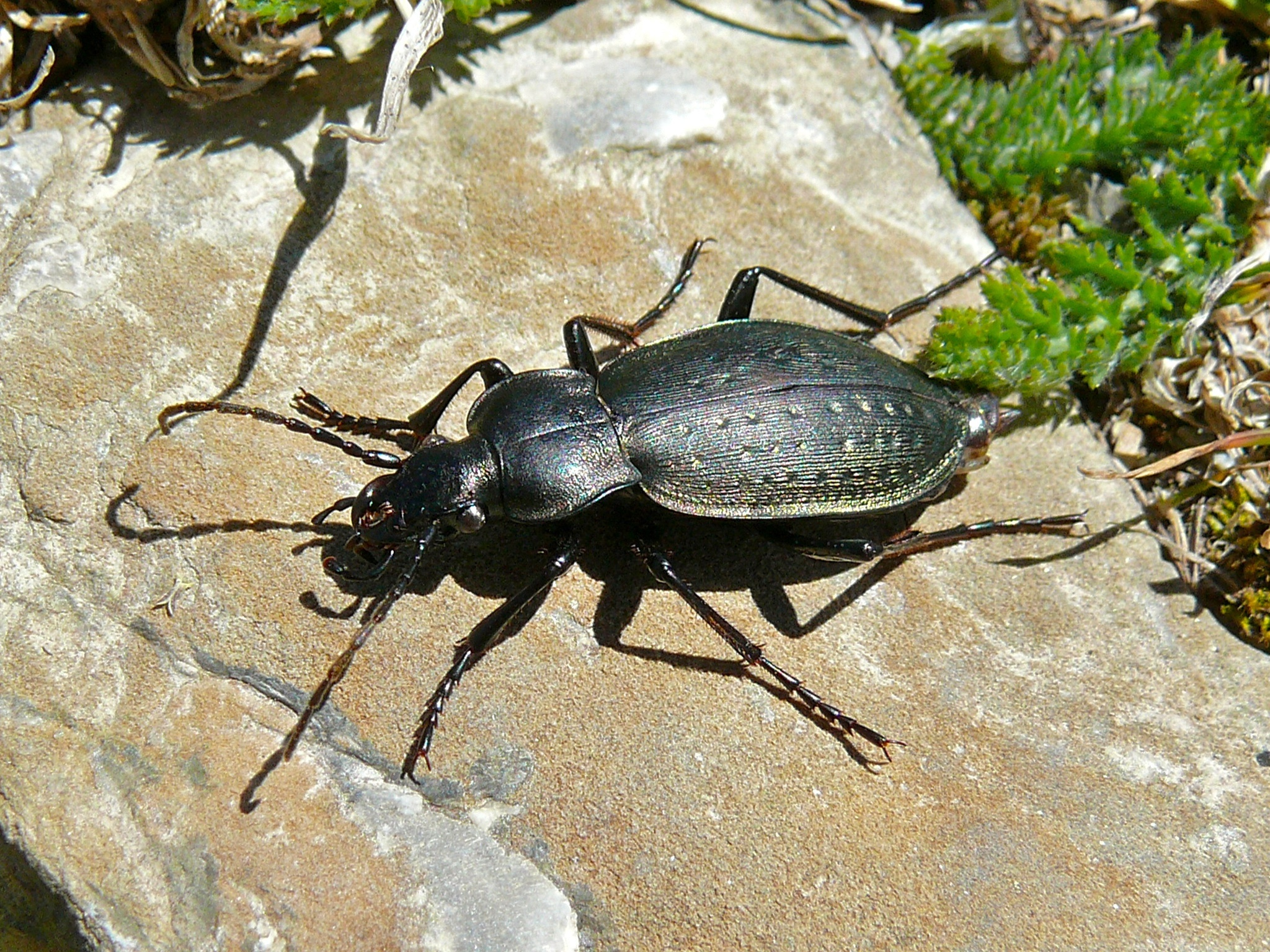
Carabus pedemontanus omensis

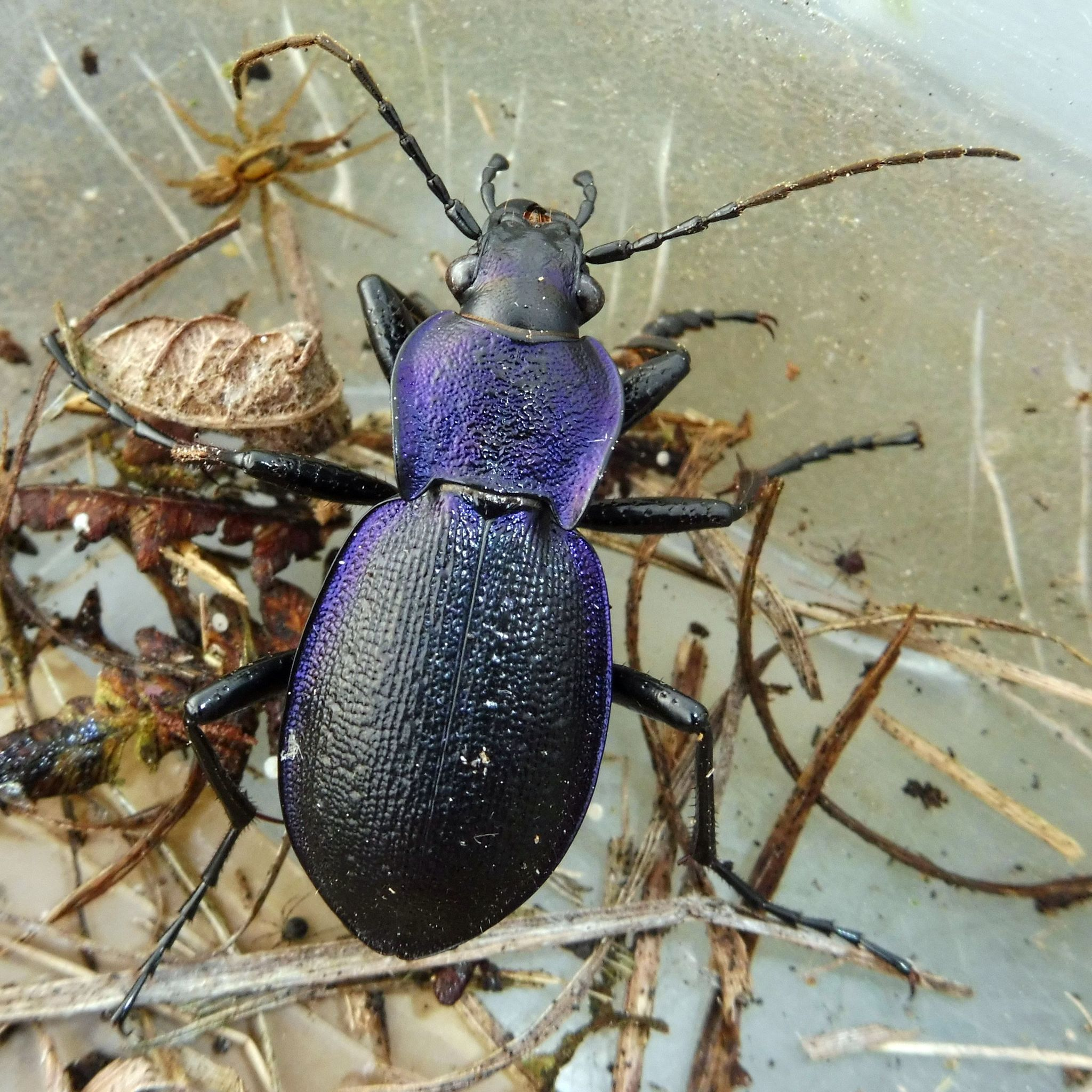
Biegacz problematyczny

- Carabus pedemontanus Ganglbauer, 1892
- Carabus penelope Kleinfeld, 1997
- Carabus pepek Imura & Kalab, 2006
- Carabus perelloi Casale, 1979
- Carabus perrini Dejean, 1831
- Carabus persianus Roeschke, 1896
- Carabus petri Semenov & Znojko, 1932
- Carabus phoenix Vacher de Lapouge, 1925
- Carabus piffli Mandl, 1961
- Carabus pineticola Deuve & Mourzine, 2004
- Carabus piochardi Gehin, 1883
- Carabus pisidicus Peyron, 1854
- Carabus planarius Obydov, 1994
- Carabus planatus Chaudoir, 1843
- Carabus planicollis Küster, 1846
- Carabus plasoni Ganglbauer, 1886
- Carabus platyfluvius Imura, 2012
- Carabus poeta Semenov, 1898
- Carabus polemistes Hauser, 1921
- Carabus politulus Morawitz, 1886
- Carabus polychrous Rost, 1892
- Carabus porrecticollis Bates, 1883
- Carabus potanini (Semenov, 1887)
- Carabus praecellens Palliardi, 1825
- Carabus praecox Semenov, 1898
- Carabus prattianus Bates, 1890
- Carabus principalis Bates, 1889
- Carabus problematicus Herbst, 1786 – biegacz problematyczny
- Carabus procerulus Chaudoir, 1862
- Carabus prodigus Erichson, 1834
- Carabus promachus Bates, 1891
- Carabus prometheus Reitter, 1887
- Carabus propiorthais Cavazzuti, 2000
- Carabus protenes Bates, 1889
- Carabus protensus Schaum, 1864
- Carabus przewalskii Morawitz, 1886
- Carabus pseudocenwangensis Deuve & Tian, 2005
- Carabus pseudochortenensis Deuve & Tian, 2020
- Carabus pseudoharmandi Mandl, 1965
- Carabus pseudohuangi Deuve, 1995
- Carabus pseudokoreanus Breuning, 1934
- Carabus pseudolamprostus Kalab, 1996
- Carabus pseudolatipennis Deuve, 1991
- Carabus pseudomarkamensis Deuve, 1992
- Carabus pseudomonticola Vacher de Lapouge, 1908
- Carabus pseudoprosodes Semenov & Znojko, 1932
- Carabus pseudopusio Deuve, 1996
- Carabus pseudosackeni Deuve, 1989
- Carabus pseudotorquatus Deuve, 1995
- Carabus pskemicus Deuve & Kalab, 1993
- Carabus puer Morawitz, 1886
- Carabus puetzi Kleinfeld, 2000
- Carabus pukwonensis Deuve & Mourzine, 1993
- Carabus pullus Semenov & Znojko, 1932
- Carabus pumilio Küster, 1846
- Carabus punctatocostulus Deuve & Kaláb, 2018
- Carabus punctatus Laporte, 1834
- Carabus pupulus Morawitz, 1889
- Carabus puschkini M.Adams, 1817
- Carabus pusioides Cavazzuti & Rapuzzi, 2007
- Carabus pustulifer Lucas, 1869
- Carabus pustululatus Deuve, 1993
- Carabus pyrenaeus Audinet-Serville, 1821

### Q–R

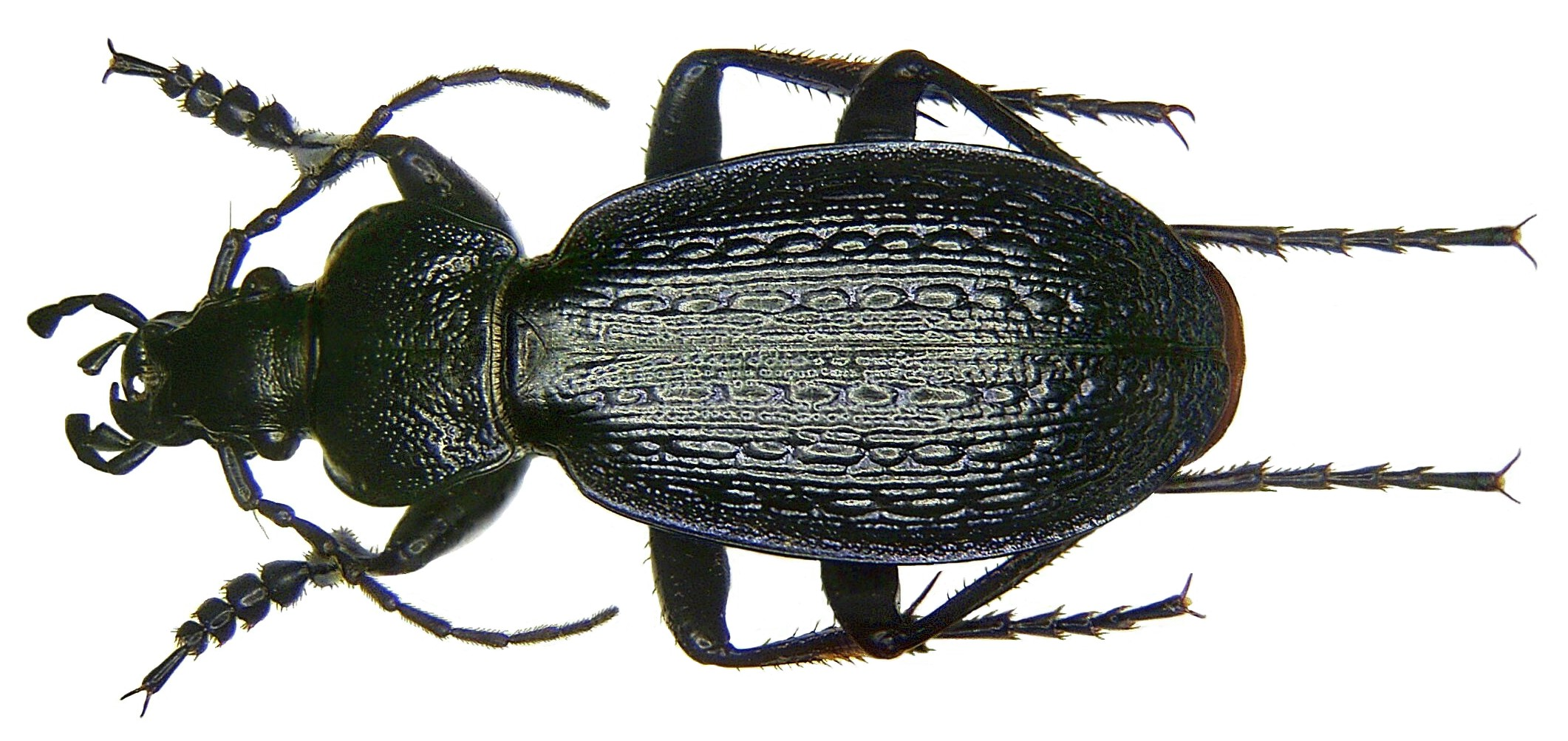
Carabus rotundicollis aequicostalis

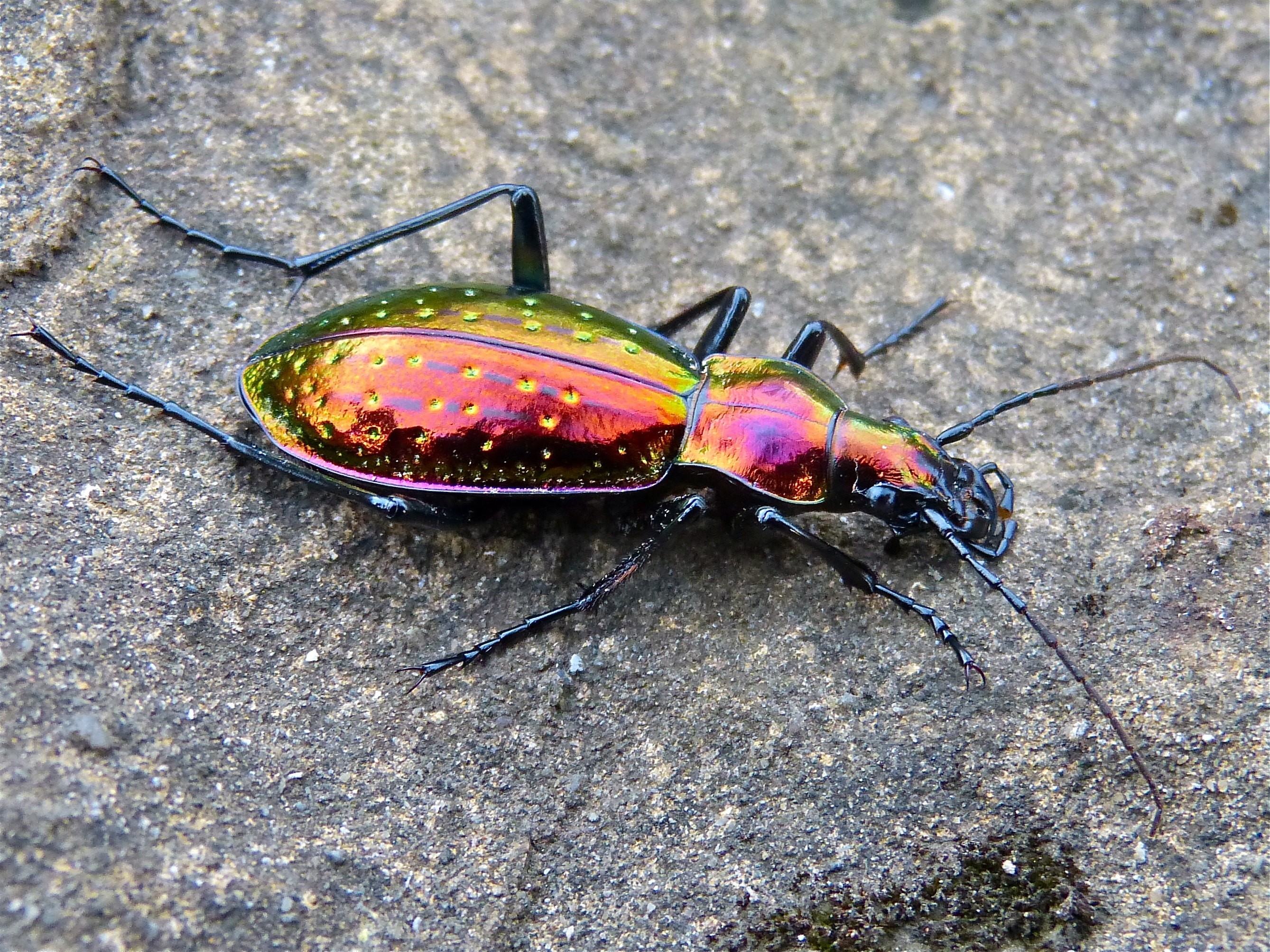
Carabus rutilans

- Carabus qiangding Kleinfeld & Puchner, 2007
- Carabus qinlingensis Imura, 1993
- Carabus queinneci Deuve, 1983
- Carabus quindecim Cavazzuti, 2002
- Carabus quinlani Mandl, 1965
- Carabus quintus Cavazzuti & Rapuzzi, 2009
- Carabus rapuzzi Kleinfeld, 2000
- Carabus redikortzewi Semenov & Breuning, 1931
- Carabus regalis Fischer, 1822
- Carabus regeli Morawitz, 1886
- Carabus regulus Dohrn, 1882
- Carabus reitteri Retowski, 1885
- Carabus reitterianus Breuning, 1934
- Carabus relictus Semenov, 1898
- Carabus rhododendron Deuve & Imura, 1991
- Carabus riedeli Menetries, 1832
- Carabus riffensis Fairmaire, 1875
- Carabus roborowskii Semenov, 1887
- Carabus robustus E.Deyrolle, 1869
- Carabus roccaianus Deuve, 2011
- Carabus romanowi Semenov, 1897
- Carabus roseni Reitter, 1897
- Carabus roseri Faldermann, 1836
- Carabus rossii Dejean, 1826
- Carabus rostandianus Deuve, 2005
- Carabus rostianus Semenov, 1907
- Carabus rothi Dejean, 1829
- Carabus rueckbeili Breuning, 1934
- Carabus rufocuprescens Deuve, 1993
- Carabus rugosus Fabricius, 1792
- Carabus rugulothorax Deuve, 2016
- Carabus rumelicus Chaudoir, 1867
- Carabus rustemi Kabak, 2009
- Carabus rutilans Dejean, 1826

### S
- Carabus sacarum Kabak, 1998
- Carabus sackeni Semenov, 1898
- Carabus sackenioides Deuve, 1991
- Carabus saga Cavazzuti, 1997
- Carabus salpansis Deuve, 1984

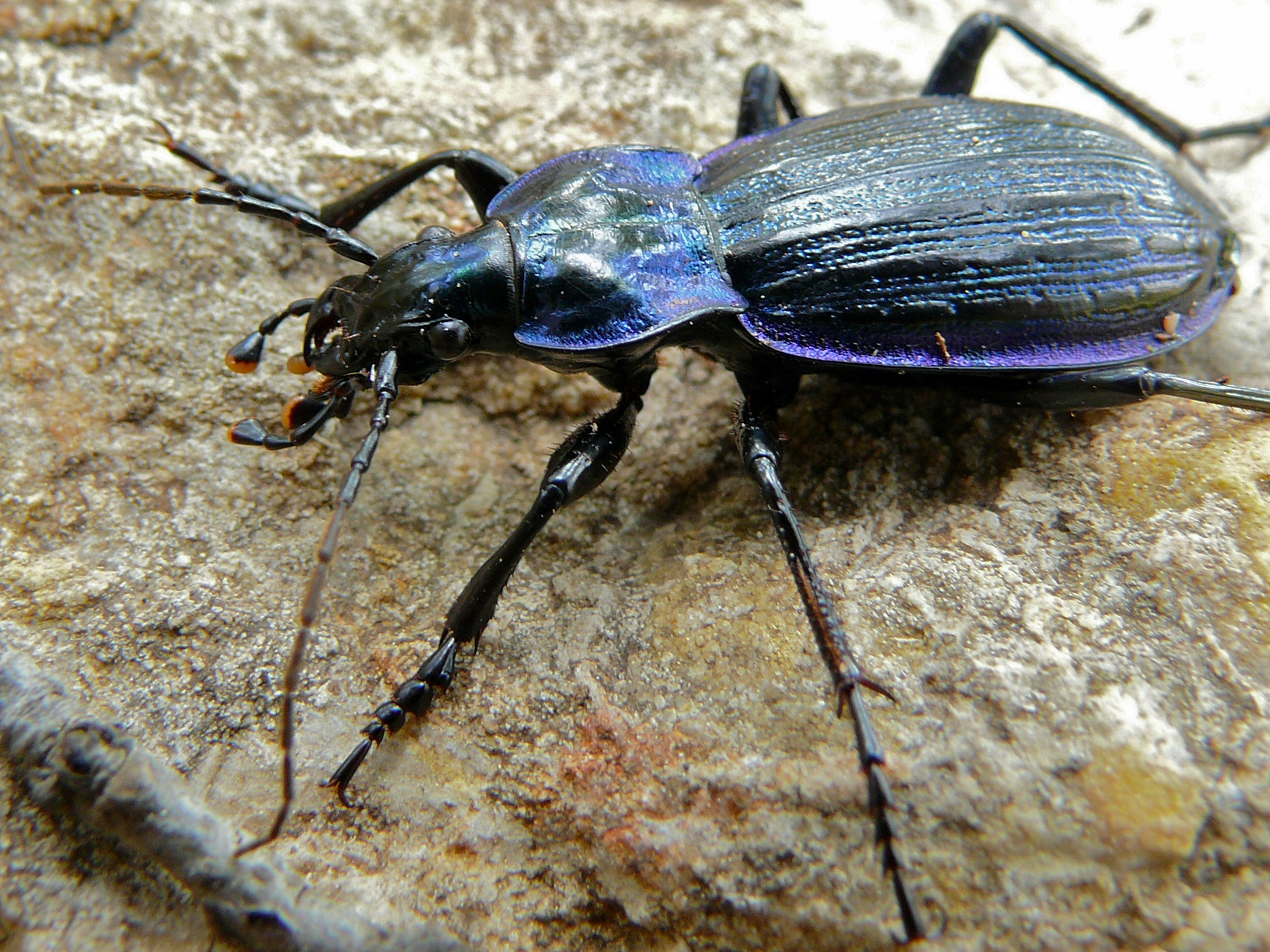
Carabus solieri bonnetianus

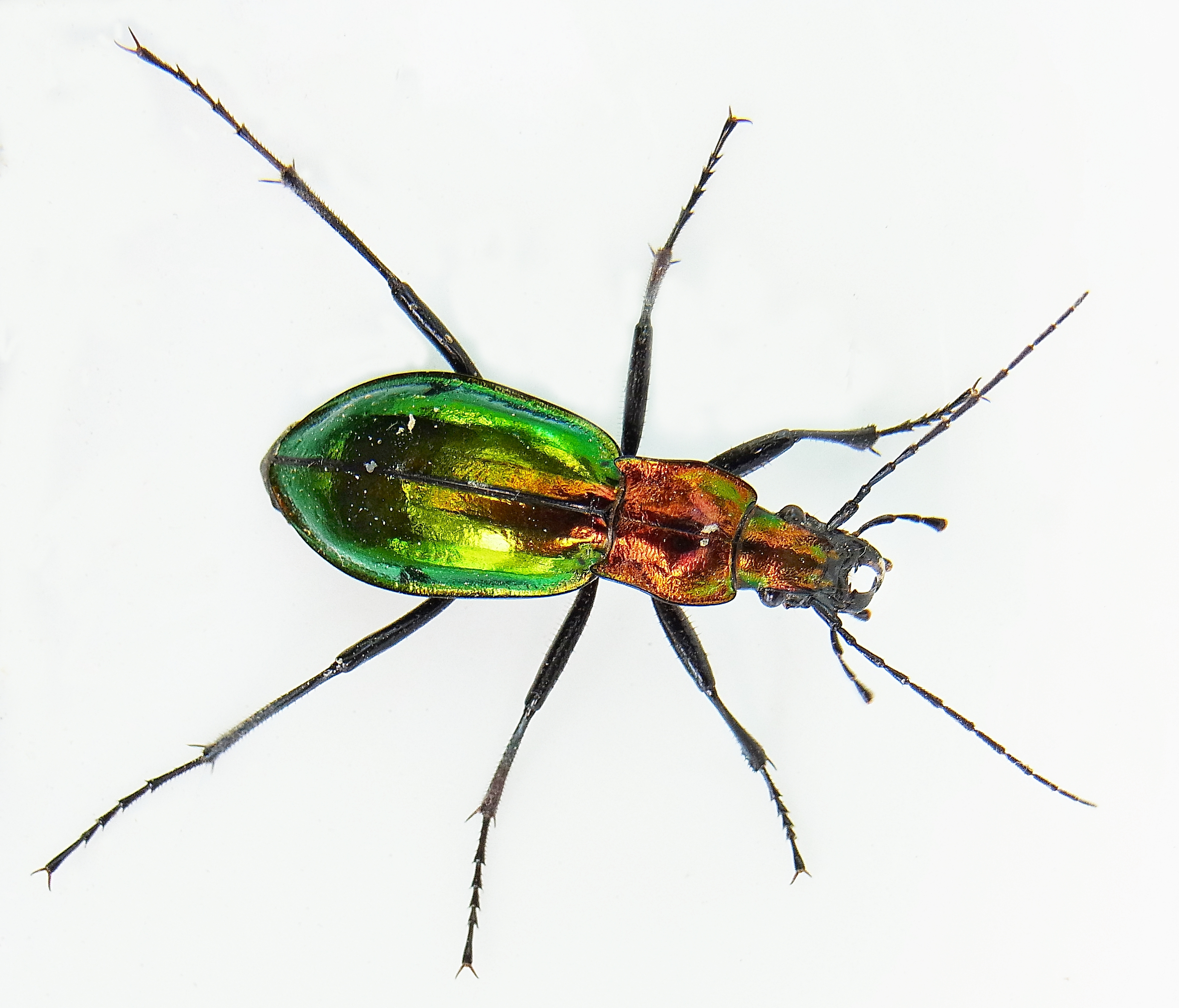
Carabus splendens

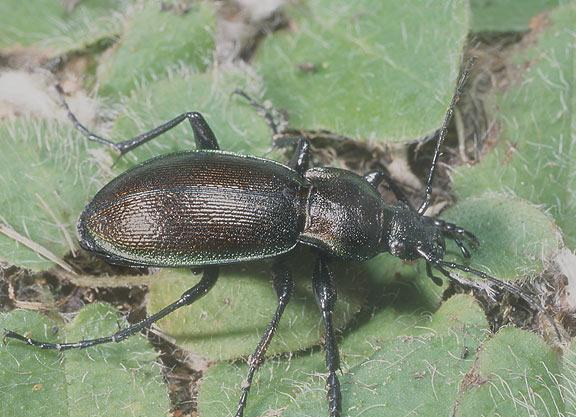
Biegacz Scheidlera

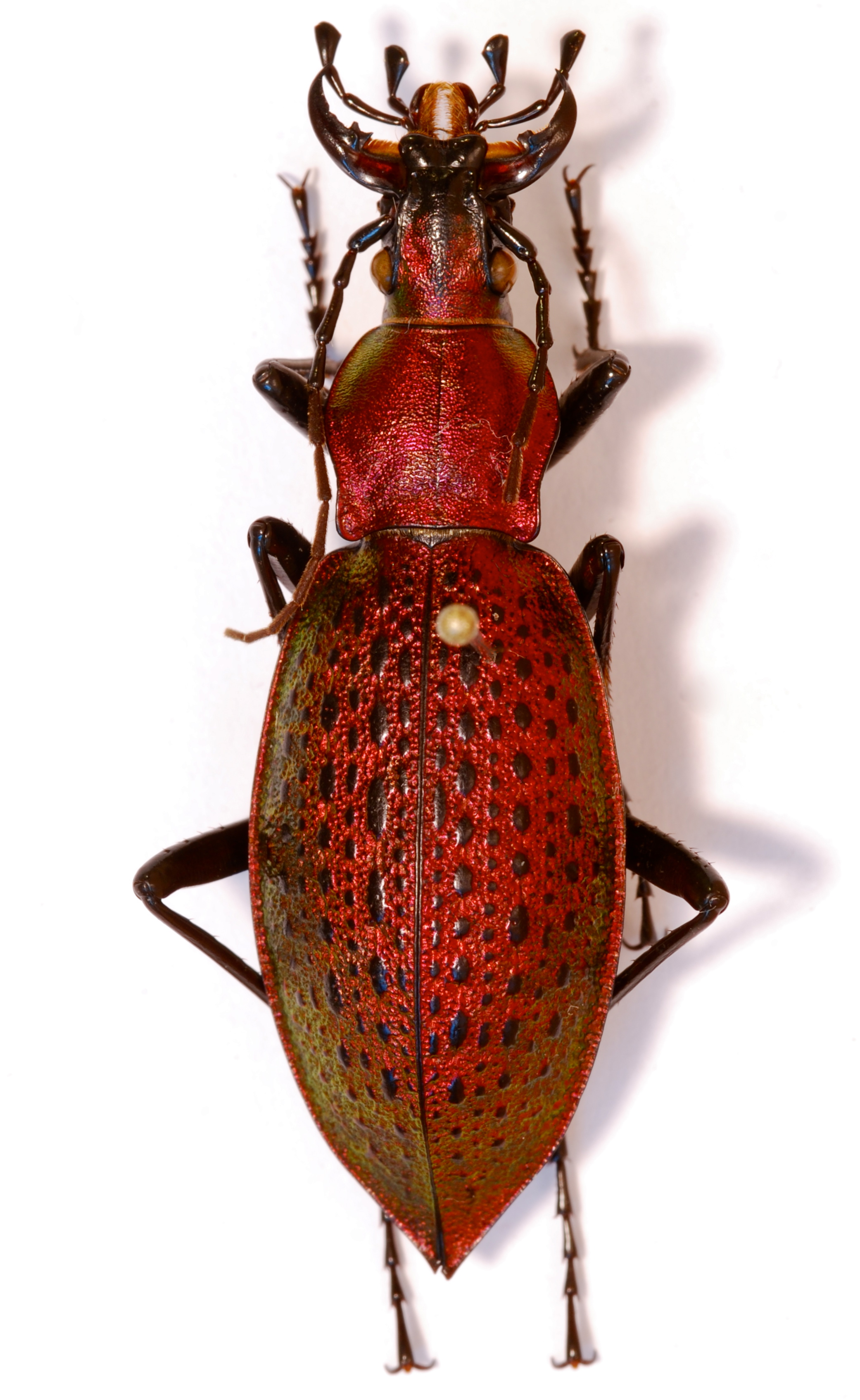
Carabus smaragdinus branickii

- Carabus saphyrinus Cristoforis & Jan, 1837
- Carabus satyrus Kurnakov, 1962
- Carabus saulcyi Piochard, 1875
- Carabus sauteri Roeschke, 1912
- Carabus scabripennis Chaudoir, 1850
- Carabus scabriusculus Olivier, 1795 – biegacz stepowy
- Carabus scabrosus Olivier, 1795
- Carabus scheibei Eidam, 1937
- Carabus scheidleri Panzer, 1799 – biegacz Scheidlera
- Carabus schoenherri Fischer, 1822
- Carabus schrencki Motschulsky, 1860
- Carabus schuetzei Kleinfeld, 1998
- Carabus scovitzi Faldermann, 1835
- Carabus sculptior Deuve, 1992
- Carabus sculptipennis Chaudoir, 1887
- Carabus sculpturatus Ménétriès, 1832
- Carabus sehnali Brezina & Häckel, 2006
- Carabus seishinensis Lapouge, 1931
- Carabus semenovianus Breuning, 1934
- Carabus semiopacus Reitter, 1895
- Carabus separatus Vacher de Lapouge, 1907
- Carabus septemcarinatus Motschulsky, 1840
- Carabus seroulikbin Cavazzuti, 2008
- Carabus serratus Say, 1825
- Carabus shaanxiensis Deuve, 1991
- Carabus shaluishan Kleinfeld & Puchner, 2011
- Carabus shamaevi Imura, 1996
- Carabus shirtalensis Gottwald, 1990
- Carabus shokalskii Semenov & Breuning, 1931
- Carabus shtchurovi Belousov & Zamotajlov, 1993
- Carabus shuamaluko Deuve, 1991
- Carabus shun Deuve, 1995
- Carabus sibiricus Fischer, 1822
- Carabus sichuanicola Deuve, 1989
- Carabus sifanicus Semenov, 1898
- Carabus siguniangensis Deuve, 1997
- Carabus simardianus Deuve, 1990
- Carabus sinicus Breuning, 1950
- Carabus sininensis Semenov, 1898
- Carabus sinotibeticola Mandl, 1975
- Carabus slovtzovi Mannerheim, 1849
- Carabus smaragdinus Fischer, 1823
- Carabus sogdianus Semenov, 1898
- Carabus solidior Deuve & Imura, 1990
- Carabus solieri Dejean, 1826
- Carabus solskyi Ballion, 1878
- Carabus sororius Morawitz, 1886
- Carabus spasskianus Fischer, 1823
- Carabus sphinx Reitter, 1895
- Carabus splendens Olivier, 1790
- Carabus stackelbergi Kryzhanovskij, 1971
- Carabus staehlini M.Adams, 1817
- Carabus starcki Heyden, 1885
- Carabus starckianus Ganglbauer, 1886
- Carabus staudingeri Ganglbauer, 1886
- Carabus stenocephalus Lucas, 1866
- Carabus sternbergi Roeschke, 1898
- Carabus steuartii Deyrolle, 1852
- Carabus steveni Menetries, 1832
- Carabus stjernvalli Mannerheim, 1830
- Carabus stoliczkanus Bates, 1878
- Carabus strandiellus Breuning, 1934
- Carabus stroganowi Zoubkoff, 1837
- Carabus stscheglowi Mannerheim, 1827
- Carabus stschurovskii Solsky, 1874
- Carabus subparallelus Ballion, 1878
- Carabus subtilistriatus Hauser, 1922
- Carabus successor Reitter, 1896
- Carabus sui Imura & Zhou, 1998
- Carabus sunwukong Imura, 1993
- Carabus swaneticus Reitter, 1883
- Carabus sylvestris Panzer, 1793 – biegacz leśny
- Carabus sylvosus Say, 1825
- Carabus syriacus L.Redtenbacher, 1843
- Carabus syrus Roeschke, 1898
- Carabus szeli Deuve, 1994

### T

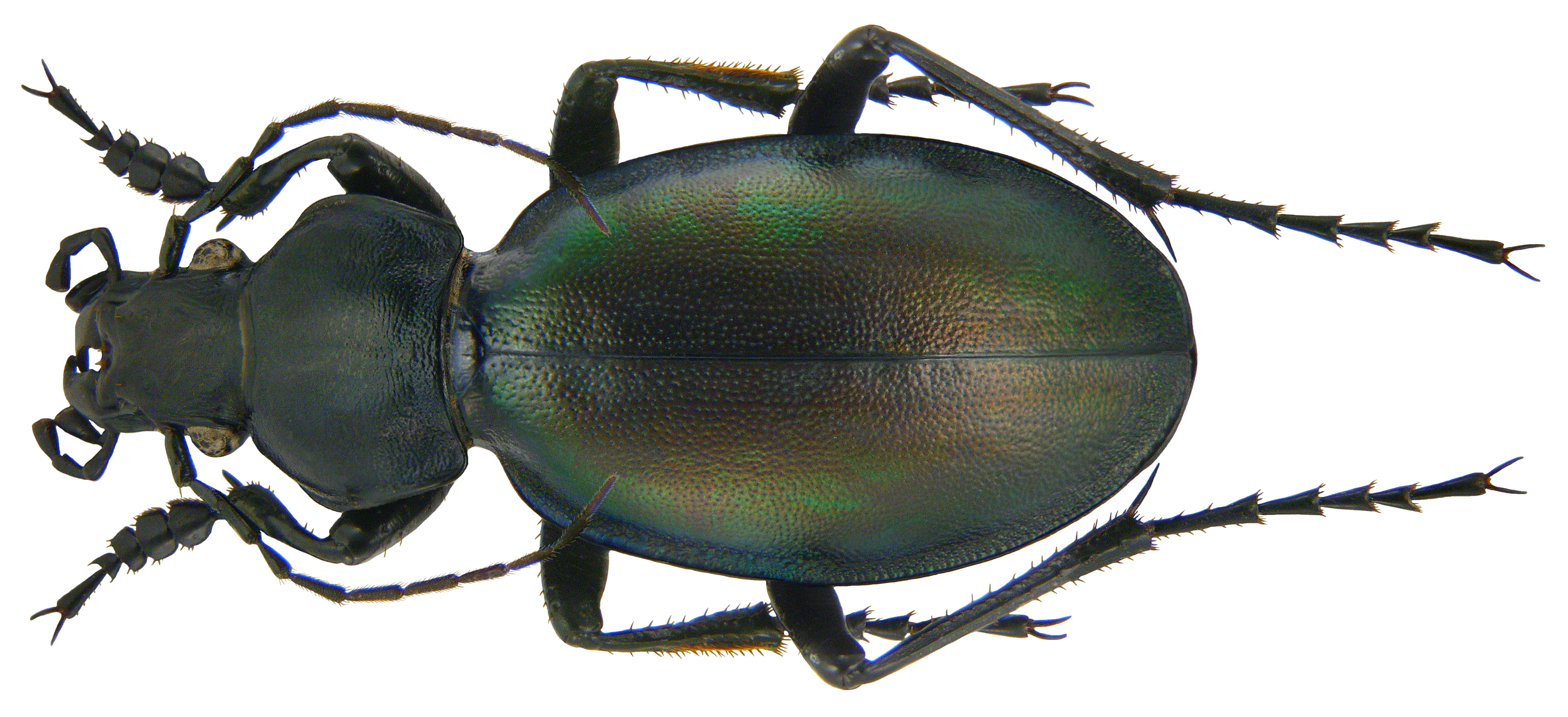
Carabus torosus spinolae

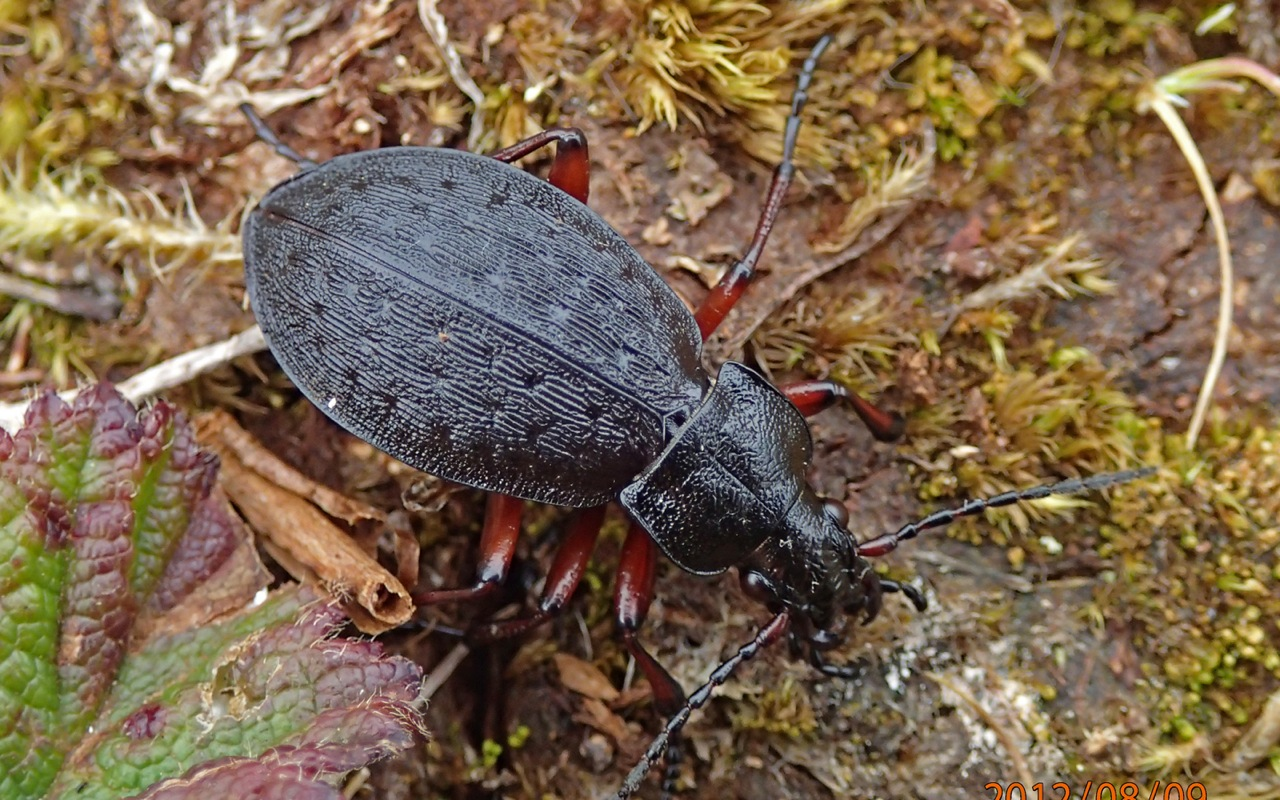
Carabus truncaticollis

- Carabus tadzhikistanus Kryzhanovskij, 1968
- Carabus taedatus Fabricius, 1787
- Carabus taibaiensis Kleinfeld, 2001
- Carabus taibaishanicus Deuve, 1989
- Carabus takashimai Deuve & Imura, 1993
- Carabus taliensis (Fairmaire, 1886)
- Carabus talychensis (Ménétriés, 1832)
- Carabus tamang Deuve, 1983
- Carabus tamsi Menetries, 1832
- Carabus tanakai Imura, 1997
- Carabus tanakaianus (Imura, 2005)
- Carabus tarasovinus Deuve, 2009
- Carabus tarbagataicus Kraatz, 1878
- Carabus tekeliensis Kabak, 2001
- Carabus tekesensis Deuve & Tian, 2004
- Carabus telemachus Hauser, 1925
- Carabus tengchongicola Deuve, 1999
- Carabus tenuitarsis Kraatz, 1877
- Carabus tewoensis Deuve, 1992
- Carabus thais Heinz, 1997
- Carabus theanus Reitter, 1895
- Carabus thianshanskii Breuning, 1934
- Carabus thibetanus Breuning, 1950
- Carabus thilliezi Deuve, 1994
- Carabus thoraciculus Cavazzuti, 1998
- Carabus tianbaoshan Kleinfeld, 1998
- Carabus tiani Deuve, 2013
- Carabus tianshanicola Deuve & Tian, 2003
- Carabus tibetanophilus Deuve, 1991
- Carabus tieguanzi Imura, 1990
- Carabus tientei Thomson, 1857
- Carabus titan Zolotarev, 1913
- Carabus titanus Breuning, 1933
- Carabus tokatensis Roeschke, 1898
- Carabus tonkinensis Deuve, 1990
- Carabus torosus I.Frivaldszky von Frivald, 1835
- Carabus torquatus Cavazzuti, 1995
- Carabus toulgoeti Deuve, 1989
- Carabus trachynodes Bates, 1891
- Carabus transiliensis Semenov, 1897
- Carabus trichothorax Brezina & Imura, 1997
- Carabus truncaticollis Eschscholtz, 1833
- Carabus tryznai Brezina & Häckel, 2006
- Carabus tsharynensis Kabak, 1994
- Carabus tshistjakovae Kabak, 2001
- Carabus tsogoensis Deuve, 1997
- Carabus tuberculipennis Mandl, 1974
- Carabus tuberculosus Dejean, 1829
- Carabus turcomanorum Thieme, 1881
- Carabus turcosinensis Mandl, 1955
- Carabus turkestanus Breuning, 1929
- Carabus turnaianus Deuve, 1995
- Carabus tuvensis Shilenkov, 1996
- Carabus tuxeni Mandl, 1979

### U–Z
- Carabus uenoi Ishikawa, 1960
- Carabus uenoianus Imura, 1995

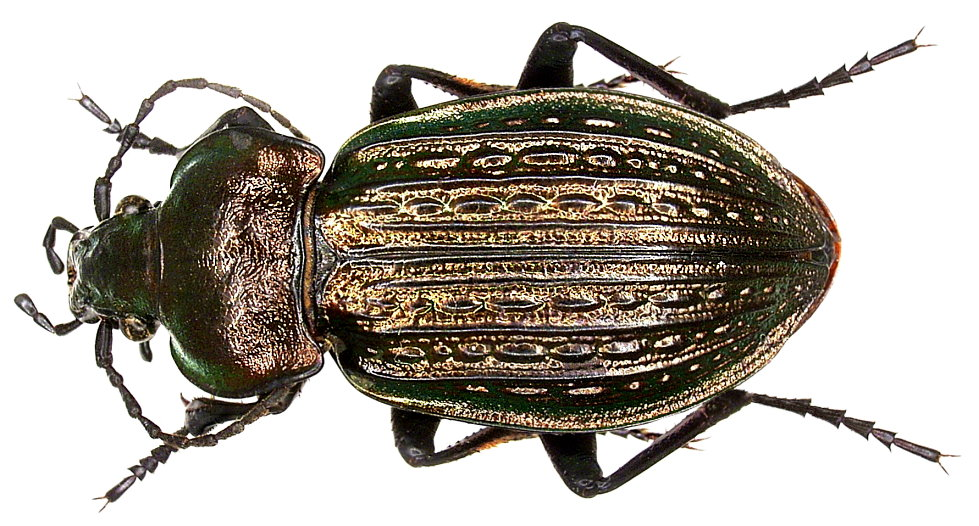
Biegacz Ulrichiego

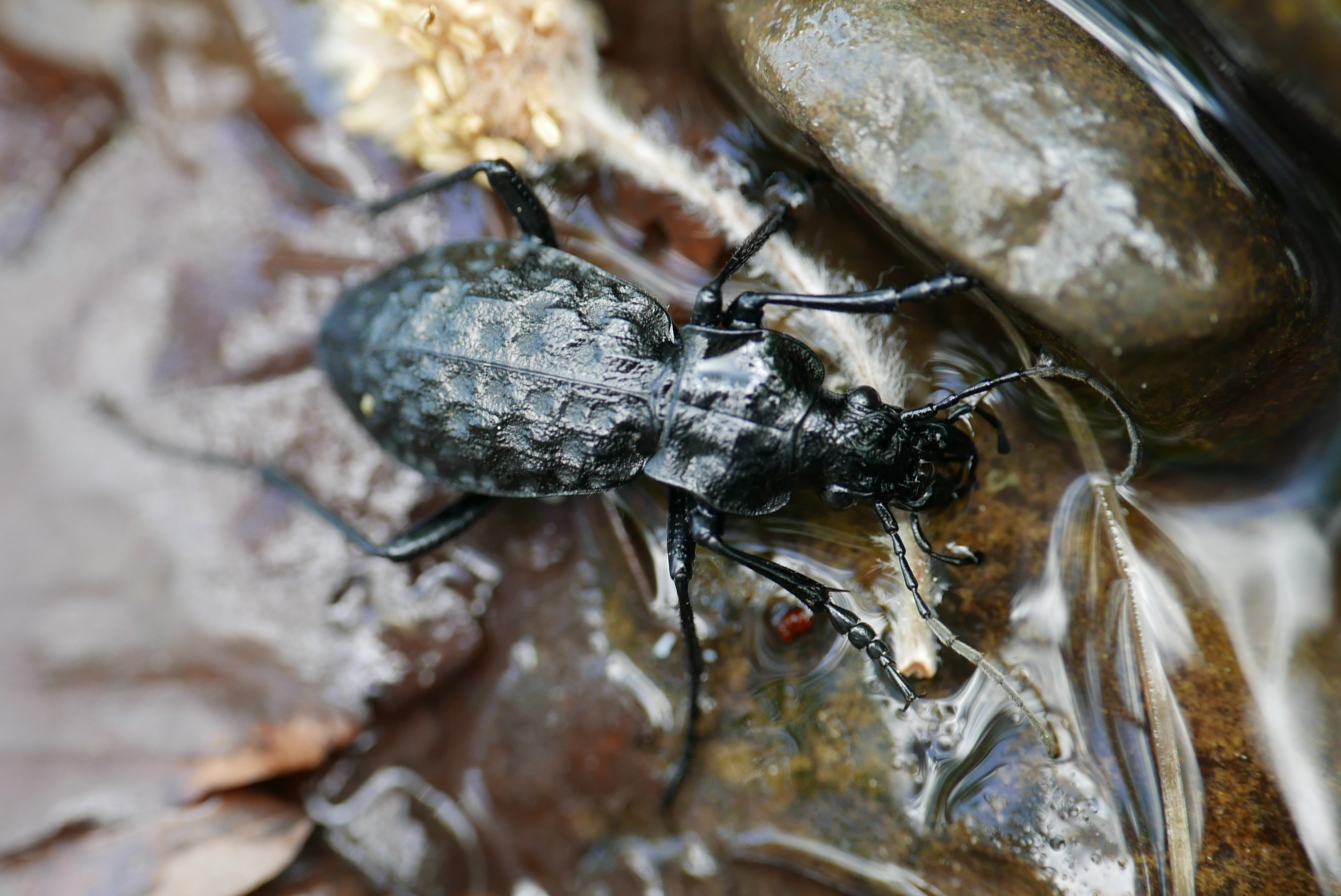
Biegacz gruzełkowany

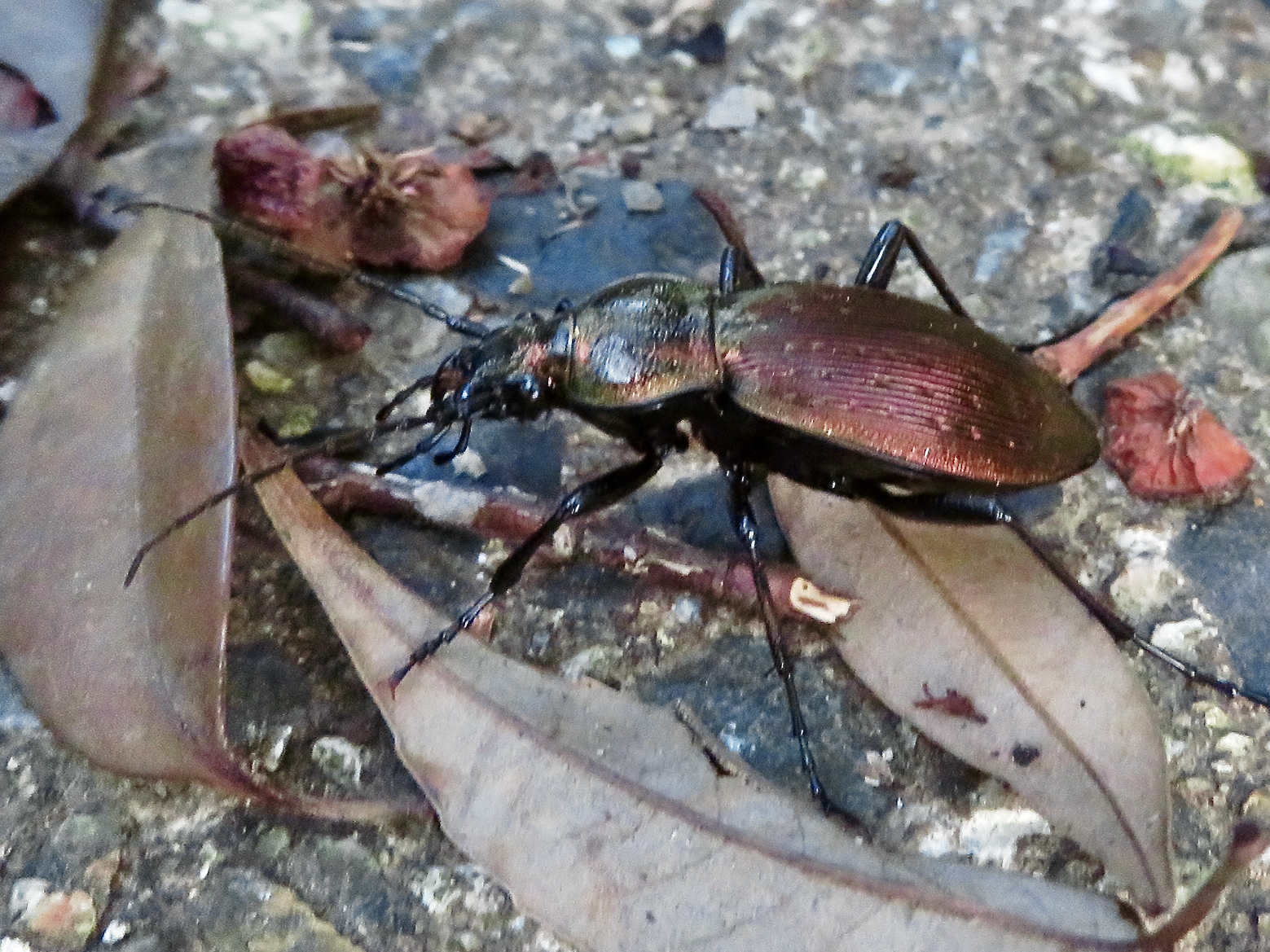
Carabus yamato

- Carabus ullrichii Germar, 1824 – biegacz Ulrichiego
- Carabus vagans Olivier, 1795
- Carabus validus Kraatz, 1884
- Carabus valikhanovi Kabak, 1990
- Carabus vanvolxemi Putzeys, 1875
- Carabus variabilis Ballion, 1878
- Carabus varians Fischer, 1827
- Carabus variolosus Fabricius, 1787 – biegacz gruzełkowany
- Carabus venustus Morawitz, 1862
- Carabus verecundus Deuve & Kalab, 2010
- Carabus viatorum Deuve, 1992
- Carabus victor Fischer, 1836
- Carabus vietinghoffi Adams, 1812
- Carabus vigil Semenov, 1898
- Carabus vigilax Bates, 1890
- Carabus vinctus Weber, 1801
- Carabus violaceus Linnaeus, 1758 – biegacz fioletowy
- Carabus viridifossulatus Fairmaire, 1887
- Carabus viridilimbatus Motschulsky 1859
- Carabus vitalisi Vacher de Lapouge, 1918
- Carabus vladimirskyi Dejean & Boisduval, 1830
- Carabus vogtae Beheim & Breuning, 1943
- Carabus vogtianus Beheim & Breuning, 1943
- Carabus wagae Fairmaire, 1882
- Carabus wallichi Hope, 1831
- Carabus wangziensis Deuve & Tian, 2005
- Carabus watanabei (Imura, 2003)
- Carabus wengdaensis Kleinfeld & Puchner, 2009
- Carabus wenxianicola Deuve, 1996
- Carabus wittmerorum Heinertz, 1978
- Carabus worahniki Kleinfeld & Puchner, 2011
- Carabus wrzecionkoianus Deuve, 2007
- Carabus wulffiusi Morawitz, 1862
- Carabus wumingensis Deuve, 1992
- Carabus wusunshanicus Kabak, 2015
- Carabus wutaishanicus Muller, 2000
- Carabus xianhensis Deuve & Tian, 2007
- Carabus xiaoxiangensis Deuve, 1995
- Carabus xiei Deuve, 1992
- Carabus xiuyanensis Deuve & Li, 1998
- Carabus xupuensis Kleinfeld, 1998
- Carabus yaconinus Bates, 1873
- Carabus yamato Nakane, 1953
- Carabus yaophilus Deuve, 1990
- Carabus yaorenensis Deuve, 2011
- Carabus yinjiangicus Deuve & Tian, 2001
- Carabus yokoae Deuve, 1988
- Carabus yonganensis Deuve, 2008
- Carabus yuae Deuve, 1989
- Carabus yuanbaoensis Deuve, 1994
- Carabus yunanensis Born, 1905
- Carabus yundongbeicus Deuve, 2002
- Carabus yunlingensis Deuve, 1991
- Carabus yunnanicola Deuve, 1989
- Carabus yunnanus Fairmaire, 1886
- Carabus yushuensis Deuve, 1991
- Carabus zarudnyi Semenov & Znojko, 1932
- Carabus zawadzkii Kraatz, 1854 – biegacz Zawadzkiego
- Carabus zengae Deuve & Tian, 2000
- Carabus zhangjieae Deuve & Li, 2020
- Carabus zhanglaensis Deuve, 1991
- Carabus zhubajie Imura, 1993
- Carabus znojkoi Semenov & Breuning, 1931